# 東急8500系電車
東急8500系電車（とうきゅう8500けいでんしゃ）は、1975年（昭和50年）に登場した東急電鉄の通勤形電車である。
本項ではインドネシアの鉄道会社であるKAIコミューターに売却された車両についても記述する。

## 概要
東急では、1969年（昭和44年）から当時建設していた地下鉄「新玉川線」（現・田園都市線渋谷駅 - 二子玉川駅間）向け車両として地下線火災対策基準「A - A基準」を満たした8000系を東横線に順次導入した。
その後、渋谷駅から都心方面に直通運転を行う予定の地下鉄半蔵門線への乗り入れにあたって、東急・帝都高速度交通営団（現・東京地下鉄）共通の車両規格が作成された。この規格に合致させるため、路線識別用の赤帯の貼り付け・機器取扱の変更、および電動車比率の向上による先頭車の電動車化などのマイナーチェンジを図った本系列を新玉川線・半蔵門線向けとして1975年から導入することになった。
本系列は8000系のマイナーチェンジ車両であるため、登場時は同系の一部として扱われていたが、その後増備が進むにつれて8500系と呼ばれるようになった。現在でも広義の8000系と呼ばれるグループに含まれる。1991年（平成3年）3月までに計400両が導入され、東急の系列として最大の在籍数を占めていた。
1976年（昭和51年）に、東急としては初めて鉄道友の会ローレル賞を受賞した。この受賞記念プレートは乗務員室と客室間の仕切扉上部に掲出されており、8601Fはオリジナルのプレートであるが、以降の8630Fまでの編成には鉄道友の会の承諾を得たレプリカのプレートが掲出された。ただし、後述の軽量車体となった8631F以降の掲出は見送られた。

## 構造

### 車体
8000系とほぼ同一のオールステンレス車体である。
前面は8000系より150 mm高い高運転台構造となり、正面窓が小さくなったほか、中央部に行先表示器、その左側に種別表示器、右側に運行番号表示器をそれぞれ設置した。また、半蔵門線乗り入れ規格に基づく路線識別帯として、東急のステンレス車では初めて先頭車の前面に東急のシンボルカラーと警戒色を兼ねた赤帯を入れて登場した。この赤帯はそれ以降に登場した同社の新造車両にも普及し、従来車にも1989年（平成元年）以降導入されるようになった。
当初は小田急9000形に似た前面デザインも計画され、模型まで製作された。だが、「切妻以外は考えるな」という東急の方針により、前面が平らな切妻の形状になった。なお、当初は「9000系」が仮の形式称号であった。

乗り入れ規格に伴い故障号車の確認を容易にするため、渋谷寄りから1号車、2号車…の順に付番されており、各車側面と室内妻面に「号車札」が設置された。デハ8700・8800形は、8799・8899号の次が0700-・0800-と変則的な番号が付与されている。これは東急の車両管理システムでは車両番号を4桁で管理しており、5桁への対応は大規模な改修が必要になるため、それを避けるためこの付番になっている。

#### 軽量車
13次車（次車分類は後述の「製造区分」項目を参照）からはバッド社の技術を元に、コルゲート（歪〔ひずみ〕を目立たなくする波板）外板ながら、東急車輛製造が独自に開発した軽量ステンレス構造を採用して軽量化を図った。軽量車は8631F以降の編成車と、8630F以前の編成にも一部の中間車に組み込まれている。また、屋根の絶縁仕上げは12次車まで屋根布（やねふ）と呼ばれる塩化ビニル材を貼り付ける方式であったが、13次車からは絶縁塗料による塗り屋根構造となった。
軽量車は屋根の曲線を5,000 R→7,000 Rに、屋根板と側板の接合部の曲線を500 R→350 Rに変更しており、容易に見分けがついた。13次車では屋根の絶縁材の範囲が狭まり、屋根肩の一部がステンレスむき出しとなっていた。しかし、編成美を考慮して14次車以降は再び屋根肩にも絶縁加工が施された。

### 主要機器
8000系の電動車（M）と付随車（T）の構成（MT比）は6両編成時で4M2T（起動加速度3.2 km/h/s）であり、旧新玉川線には対応していたが、半蔵門線の急曲線・急勾配区間において故障した先行列車を救援するには電動車比率を向上させる必要があったため、本系列は5両編成時に4M1T、6両編成時に5M1T、8両編成時に6M2T、10両編成時に8M2Tとされた。
電動車比率向上および半蔵門線で使用される誘導無線（IR）アンテナを設置する中間付随車が必要とされたため、制御車（先頭車）を8000系の付随車（クハ8000形）から本系列では電動車（デハ8500・8600形）に変更し、中間付随車（サハ8900形）を新たに設定した。中間電動車は8000系のデハ8100・8200形にそれぞれ相当するデハ8700・8800形とした。
電動車のうちデハ8500形およびデハ8700形に制御装置を搭載し、対となるように隣接して連結したデハ8600形またはデハ8800形も一緒に制御する。ただし、編成の都合で電動車の両数が奇数となる場合はデハ8500形および8700形が単独で連結された。主回路制御方式は8000系と同様の界磁チョッパ制御で、主制御器は日立製作所製のMMC-HTR-20C形（直列13段・並列11段・回生15段）であった。12次車以降は制御段数を増やして乗り心地の改善を図ったMMC-HTR-20F形（直列15段・並列13段・回生14段）に変更した。
主電動機は複巻電動機のTKM-69形で、日立製作所・東洋電機製造二社の競作であるが、後に東京芝浦電気（現・東芝）が加わる。12次車からは絶縁種別をH種からC種に変更し、電機子直径を20 mm、電動機外径を35mm縮小して1台当たり65 kgの小型軽量化を図ったTKM-80形を使用する。

#### VVVFインバータ車
1989年（平成元年）11月、将来の内装更新や制御装置の更新に備え、当時8637Fに組み込まれていたデハ8799 - デハ0802のユニットをGTOサイリスタによるVVVFインバータ制御に改造した。改造工事はデハ0802 - デハ8799 - サハ8974の3両（サハは改造対象ではない）を東急車輛製造に甲種輸送して実施した。装置は日立製作所のVF-HR121Z形で、数年後に投入が予定されていた2000系用の制御装置の試作も兼ねていた。主電動機は170 kW出力のTKM-89形（試作改造車独自の形式）で、駆動装置は変更していない。
中間車を抜かれた8637F7両編成は、代わりとして東横線で運用していた8642Fから抜いた中間車3両を組み込み、営業運転に復帰した。8642Fは休車とされた。中間車の改造後は8637FにVVVFインバータ改造車が組み込まれ、8642Fは元の編成に戻り、東横線に復帰した。
8000系列最終増備車となる21次車のデハ0718 - デハ0818のユニットではGTOサイリスタによるVVVFインバータ制御が正式に採用され、装置は日立製作所のVF-HR132形が採用された。主電動機は9000系と同一のTKM-86形（170 kW出力）となり、駆動装置も9000系と同一で歯車比は6.07となる。これらのブレーキ装置は電気指令式ブレーキに変更はないが、界磁チョッパ車のHRD-2（High Response Digital）方式とは異なり、9000系と同じHRA（High Response Analog）方式である。
1991年（平成3年）3月に東横線に9015Fが入線、8642Fは東横線から田園都市線・新玉川線に転属、8637FからVVVF試作改造車デハ0802 - デハ8799 - サハ8974を抜き取り、8642Fのデハ0808 - デハ0711 - サハ8980と交換、8642FにVVVFインバータ制御車が集められた。
8642Fには界磁チョッパ制御・試作改造のVVVFインバータ制御・量産型のVVVFインバータと1編成で3つの異なる制御装置を搭載していた。2003年から本系列の東武鉄道への直通が始まったが、8642Fは東武鉄道での乗務員教育の手間を少なくするため、乗り入れ改造から外された。

#### 台車
動力台車は8000系と同じTS-807形式ながら、ISOねじを使用した「TS-807M形」を採用した。付随台車は8000系ではパイオニアIII系のTS-708形であったが、ばね下重量の軽減のため、本系列では電動台車をベースとしたTS-815M形を採用した。なお、形式をTS-807形と合わせたため、この台車は基本形式である「TS-815形」が存在しない珍しい台車である。動力台車・付随台車とも10次車からは側梁をプレス加工として、台車枠が丸みを帯びたTS-807A形・TS-815A形に形式変更された。ただし、最終増備の21次車（0718・0818号車）のみ新製時から誘導電動機に対応したTS-807C形が使用される。
基礎ブレーキは、動力台車が片押し式踏面ブレーキ構造、付随台車も製造時から14次車までは同様の構造であった。15次車以降の付随台車は基礎ブレーキを1軸2枚のディスクブレーキ構造としたTS-815C形が採用され、それ以前に製造されたTS-815M形・TS-815A形台車もディスクブレーキ化改造（1軸2枚）を実施し、形式はTS-815C形に変更された。

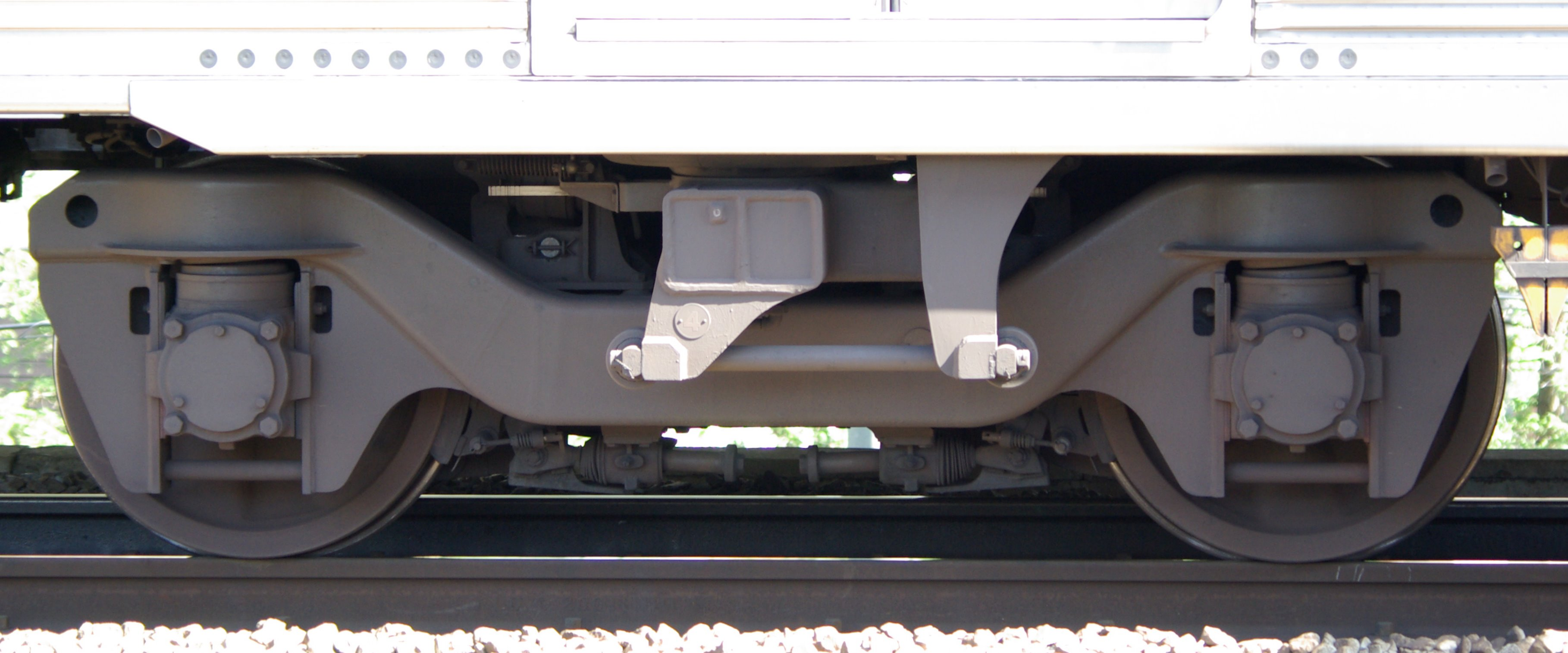
動力台車（TS-807A形）
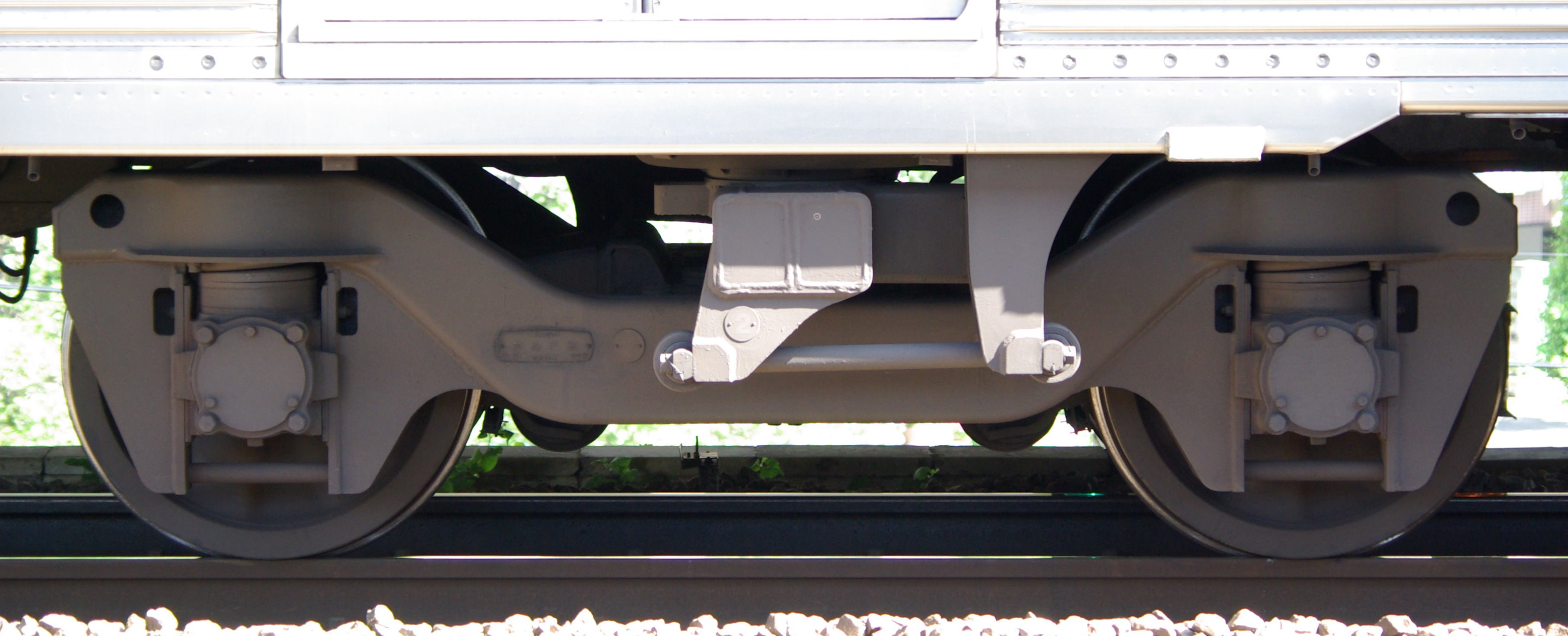
付随台車（TS-815C形）

### 種別・行先表示器
東急の車両では初めて電動式の種別・行先表示器（方向幕）が先頭車正面と各側面に1箇所設置された。デハ8500形の運転席背後に設置した列車情報設定器から一斉指令を行う。正面は種別・行先の個別表示（さらに運行番号表示）、側面は種別・行先一体形の表示器を設置する。
落成当初は「試運転」や「回送」も種別表示器に表示していたほか、「快速」は黒地に橙文字表記、「急行」は黒地に赤文字表記であったが、後に「試運転」や「回送」は行先表示器に、「快速」は橙地に白文字表記、「急行」は赤地に白文字表記に改められている。種別表示器と運行番号表示器の端には急行標識灯が収められた。
17次車までの方向幕はマイクロスイッチ方式（方向幕に開けられた穴パターンを読み取る）で、側面方向幕のコマ数が40コマと少なく、田園都市線・新玉川線以外での使用はあまり考慮されていなかった。このため、側面表示器は田園都市線（新玉川線・半蔵門線）運用時は行先駅名を表示するが、東横線での運用時は「急行」、「黒幕」（各駅停車）と、種別表示のみ行っていた。ただし、後述する18次車以降の編成車と21次車（8637F - 8642Fに組み込まれる車両）の方向幕は直列デジタル伝送方式（SPC-M式・方向幕にあるバーコードを読み取る）に変更され、このタイプの側面方向幕のコマ数が60コマに増えたため、新製当初東横線に配属された8642Fでは側面方向幕に行き先を表示していた。
当初は日本語表記のみであったが、1990年（平成2年）の半蔵門線水天宮前駅延伸時に加刷された「水天宮前行」のみ前面行先に英文字併記とされた。当時の英文字は大文字 + 小文字で表記された。表示器の更新については後述項目を参照。

### 乗務員室
乗り入れ規格により乗務員室は大きく変わり、奥行きは8000系よりも535 mm広い1,735 mmとなる。マスコンハンドルは変更ないが、非常位置の奥に「抜取」ポジションが新設された。速度計は車内信号対応型となり、計器にはブレーキ指示計（ブレーキ力をkm/h/sで表示）が新設されている。各計器類は視認性向上のため一段沈めて設置したほか、保安表示灯などは点灯時に文字が浮かび上がるものとした。新たに編成中で発生した故障内容・故障号車を表示する表示盤が設置されている。半蔵門線と東急線内の保安装置・列車無線の切り換えは、運転士が挿入する「マスコンキー」の長さで判別する仕組みとした。ボタンを押すことで、弱いブレーキを出力する「勾配起動」スイッチ新たに設けられた。
運転台は東急電鉄はワンハンドル方式、営団地下鉄はツーハンドル方式を主張して、乗り入れ規格の協議は難航したが、最終的には東急電鉄の強い要望によりワンハンドル方式が乗り入れ規格として採用された。
室内機器の取り付け工法も変わり、従来の車内で組み立てる方式から事前にアウトワーク（車両の外）で完成済の「運転台部」、「車掌台部」、「運転台背面部」、「車掌台背面部」、「車掌スイッチ部」（左右側面別）、「ATS/ATCベル・ブザー部」に分けられた各ユニットを搬入後、車内にボルトで固定する合理的な「ユニット工法」が採用された。乗務員室側面出入扉（側開戸〔がわひらきど〕）の幅は490 mmに広くなり、運転士側の扉のみ140 mm客室寄りに移設した。
乗務員室と客室間の仕切壁は、ATC機器設置のために両側とも壁となり、中央部に窓入りの仕切扉を設置した。8635F以降ではATC装置の小型化により車掌台側に窓を新設、在来車もATC機器更新時に車掌台側に窓を新設した。

### 内装

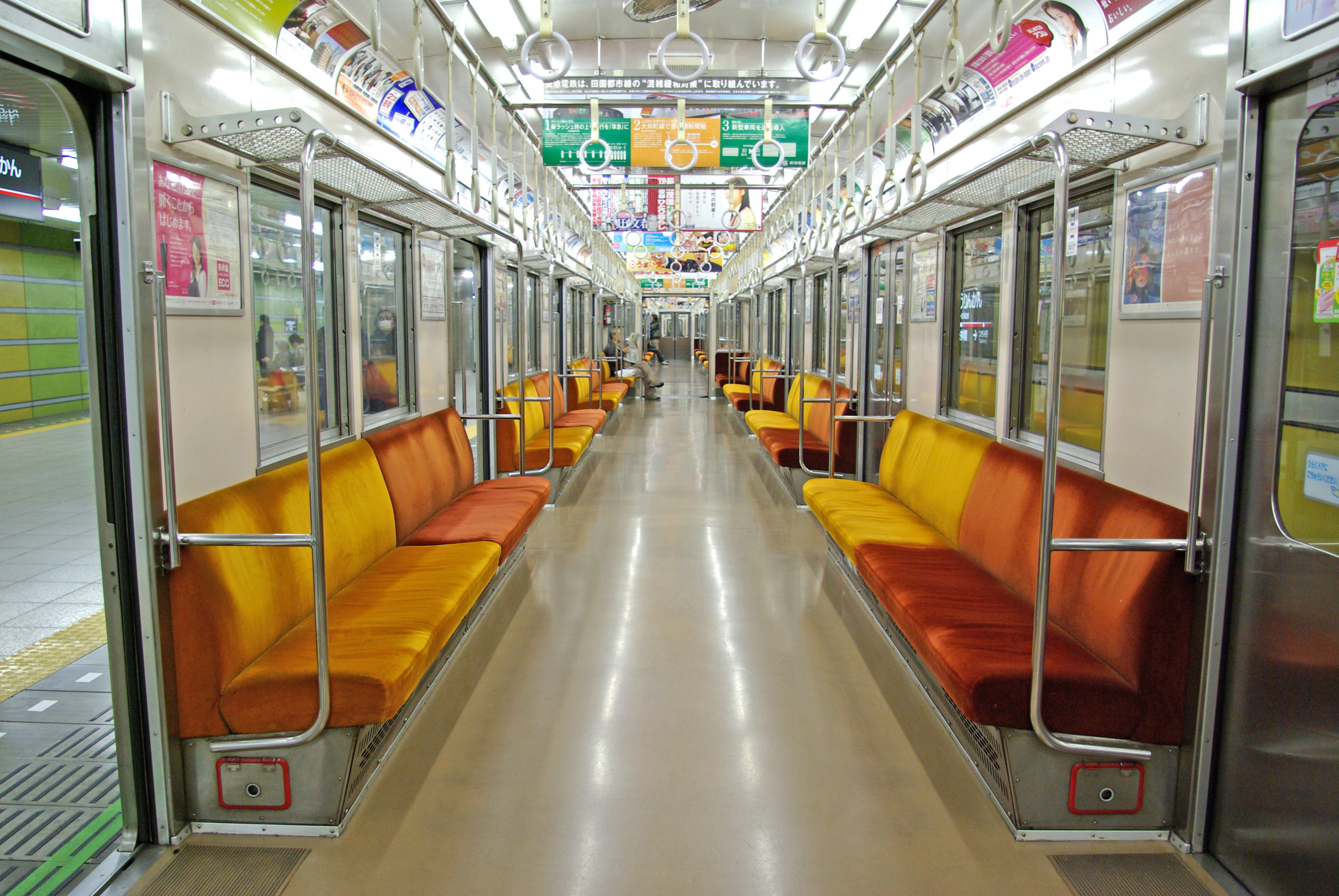
初期車の車内（8919）
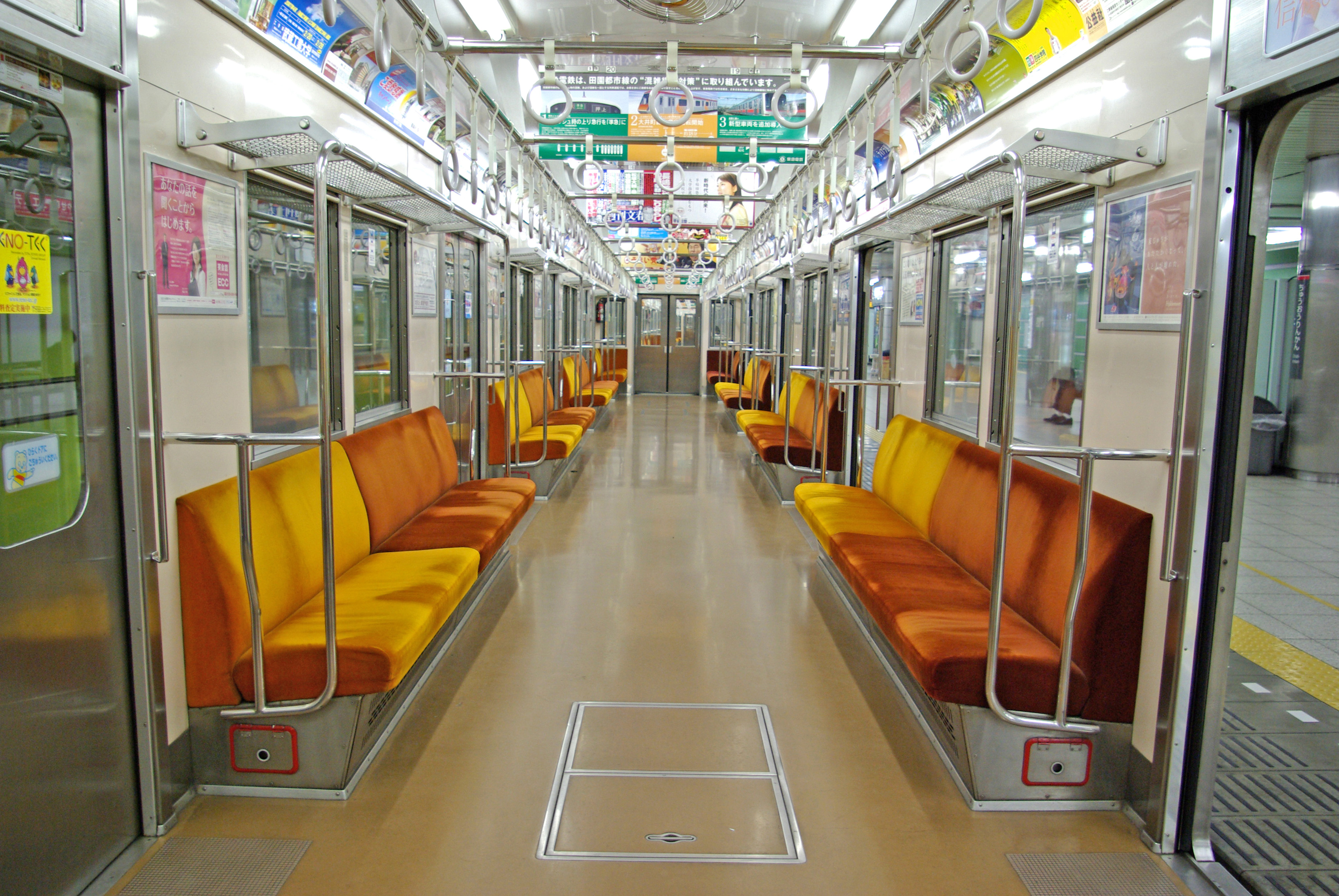
中期車の車内（8891）
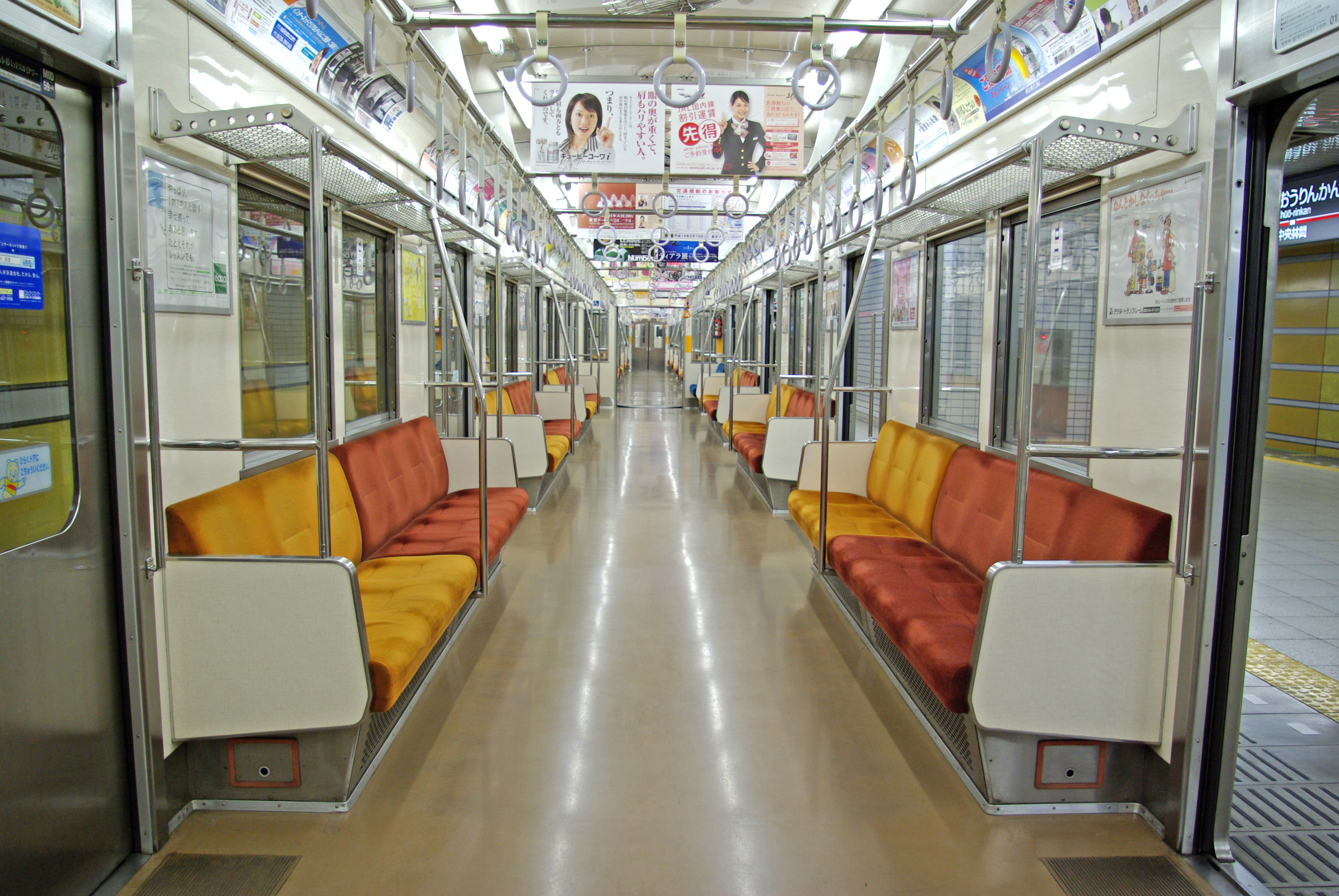
更新車の車内（8946）
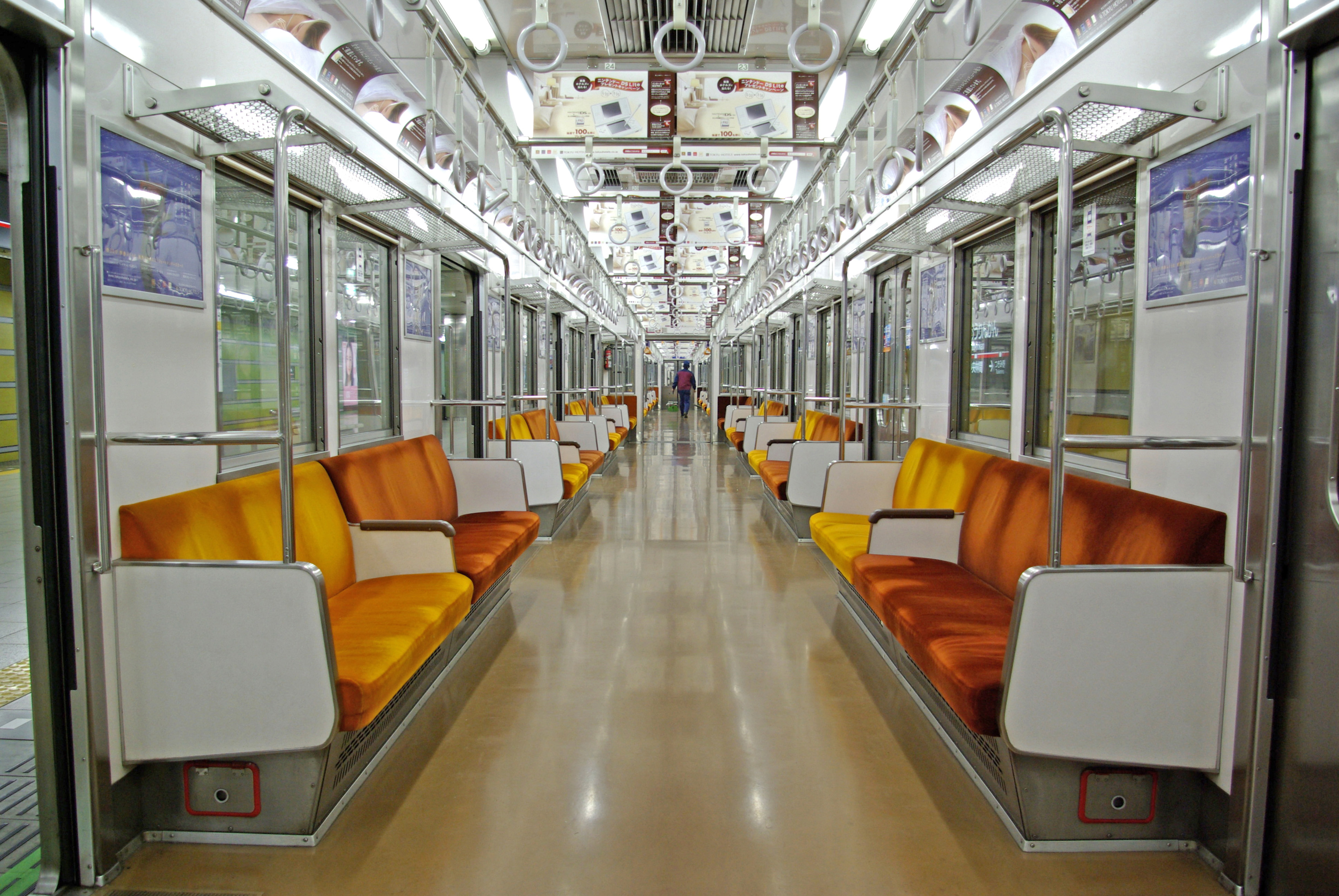
後期車の車内（8973）

8000系と同一の客室であり、座席は8人掛けでえんじ色、ベージュ系の化粧板・床材、天井は冷房機と扇風機がある。13次車からは8090系の改良点を取り入れ、ドア間の座席を7人掛けに短縮、座席端仕切りパイプの形状を変更、荷棚を金網式からパイプ式に変更した。12次車以前の車両の荷棚は、後に全車両が金網式に改造された。
1988年（昭和63年）頃から従来の車両の座席表地交換に合わせ、えんじ色から2色化が行なわれた。従来の車両には中仕切りがないため、マルーン・オレンジとコントラストを抑えた配色が使用された。
|                               | 先頭車                   | 中間車                   | 中間車 （車椅子スペース付） |
| ----------------------------- | ------------------------ | ------------------------ | --------------------------- |
| 落成時                        | 160人 （座席56人）       | 170人 （座席64人）       |                             |
| 定員表記変更後 （1978年以降） | 136人 （座席56/50/48人） | 144人 （座席64/58/54人） | 151人 （座席60/54/51人）    |
| 室内更新車                    | 137人 （座席48人）       | 150人 （座席54人）       | 151人 （座席51人）          |

車両間は広幅の貫通路で、当初はデハ8700形の大井町寄り・渋谷寄りに両開きの貫通扉が設置された。15次車（8531号以降）からはデハ8500形の渋谷寄りにも両開きの貫通扉が設置された。
登場時より東京芝浦電気（現・東芝製）RPU-2204形冷房装置（冷房能力8,000 kcal/h×4台）を搭載するが、地下鉄新玉川線用に新造された一部の車両は冷房準備車として冷房を搭載せずに登場し（屋根に外キセのみ載せた形態で外観は区別がつかない）、後に冷房化された。冷房装置本体は、10次車以降は低騒音タイプのRPU-2204A形に、15次車以降は低騒音と省エネルギー型のRPU-2204AJ形となる。
- 8,000 kcal/h×4台の車両の一部は、冷房装置を9,000 kcal/hのタイプに交換している[27]。
  - なお、その後の2009年末時点の資料[28]では1両に9,000 kcal/hタイプを1台、さらなる能力向上形の10,500 kcal/h（RPU-3016形）[29]3台とあり[28]、1両当たりの能力は40,500 kcal/h（48.09 kW）となっている[28]。
- 8637F・8642Fの一部の冷房装置は、後年になりさらに大容量（12,500 kcal/h）のものに交換された[30]。キセ（カバー）もステンレス製となっている。これは9000系にも施行されている。

座席定員は以下の通り。
|                           |        | 座席長さ | 座席定員 | 1人当たりの幅 | 備考                     |
| ------------------------- | ------ | -------- | -------- | ------------- | ------------------------ |
| 6 - 12次車                | 側扉間 | 3,350 mm | 8人掛け  | 419 mm        | このグループは非軽量車   |
| 6 - 12次車                | 車端部 | 1,725 mm | 4人掛け  | 431 mm        |                          |
| 13・14次車                | 側扉間 | 3,010 mm | 7人掛け  | 430 mm        | 以降、軽量車体           |
| 13・14次車                | 車端部 | 1,555 mm | 3人掛け  | 518 mm        | 実際には3.5人掛けの長さ  |
| 15次車                    | 側扉間 | 3,010 mm | 7人掛け  | 430 mm        |                          |
| 15次車                    | 車端部 | 1,600 mm | 4人掛け  | 400 mm        | 図面上では1,615 mmの長さ |
| 16次車以降                | 側扉間 | 3,010 mm | 7人掛け  | 430 mm        |                          |
| 16次車以降                | 車端部 | 1,440 mm | 3人掛け  | 480 mm        | 図面上では1,455 mmの長さ |
| 18次車以降の編成車 21次車 | 側扉間 | 3,080 mm | 7人掛け  | 440 mm        |                          |
| 18次車以降の編成車 21次車 | 車端部 | 1,440 mm | 3人掛け  | 480 mm        | 図面上では1,455 mmの長さ |

- 初期車の車内（8919）
- 中期車の車内（8891）
- 更新車の車内（8946）
- 後期車の車内（8973）

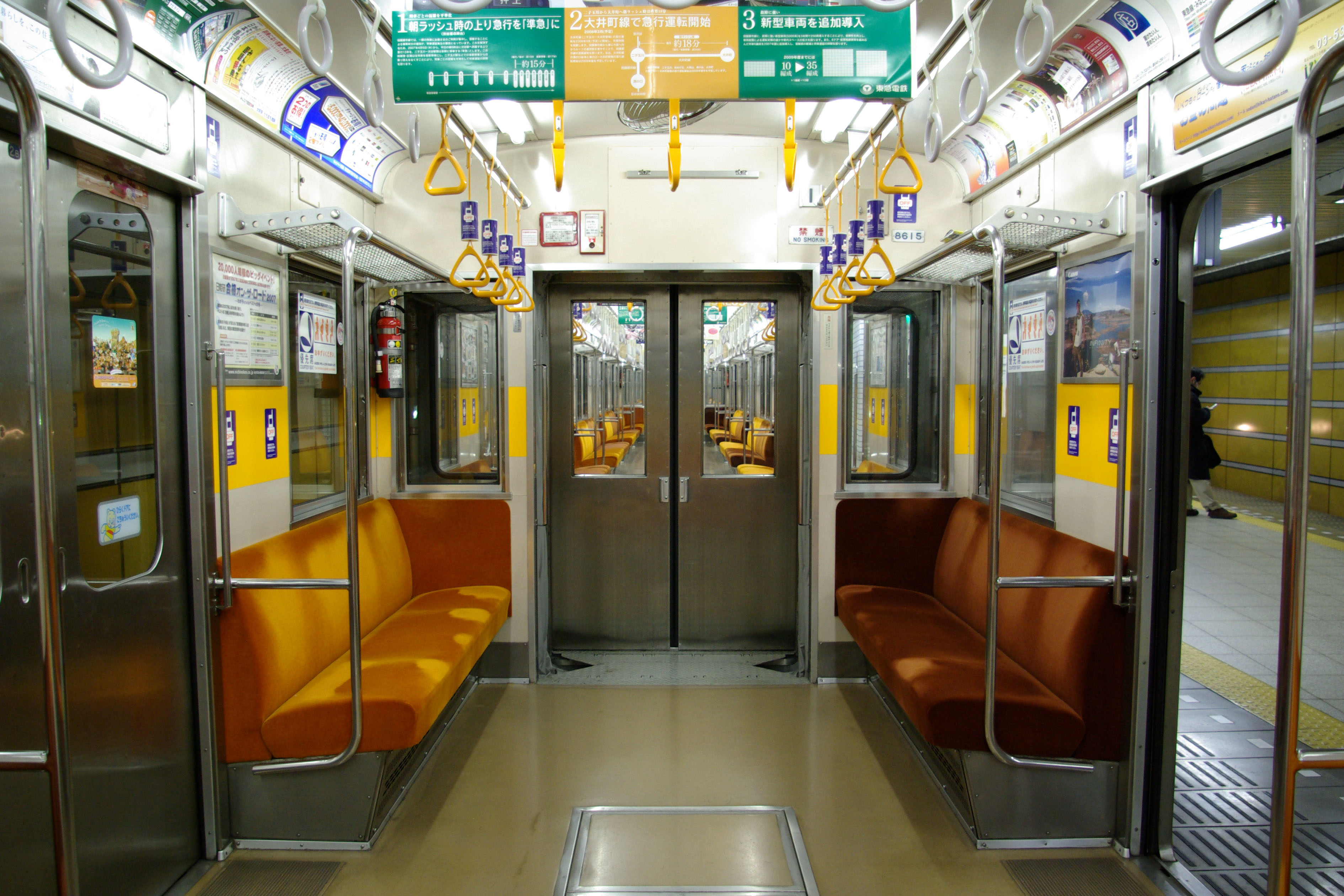
中間部の貫通扉
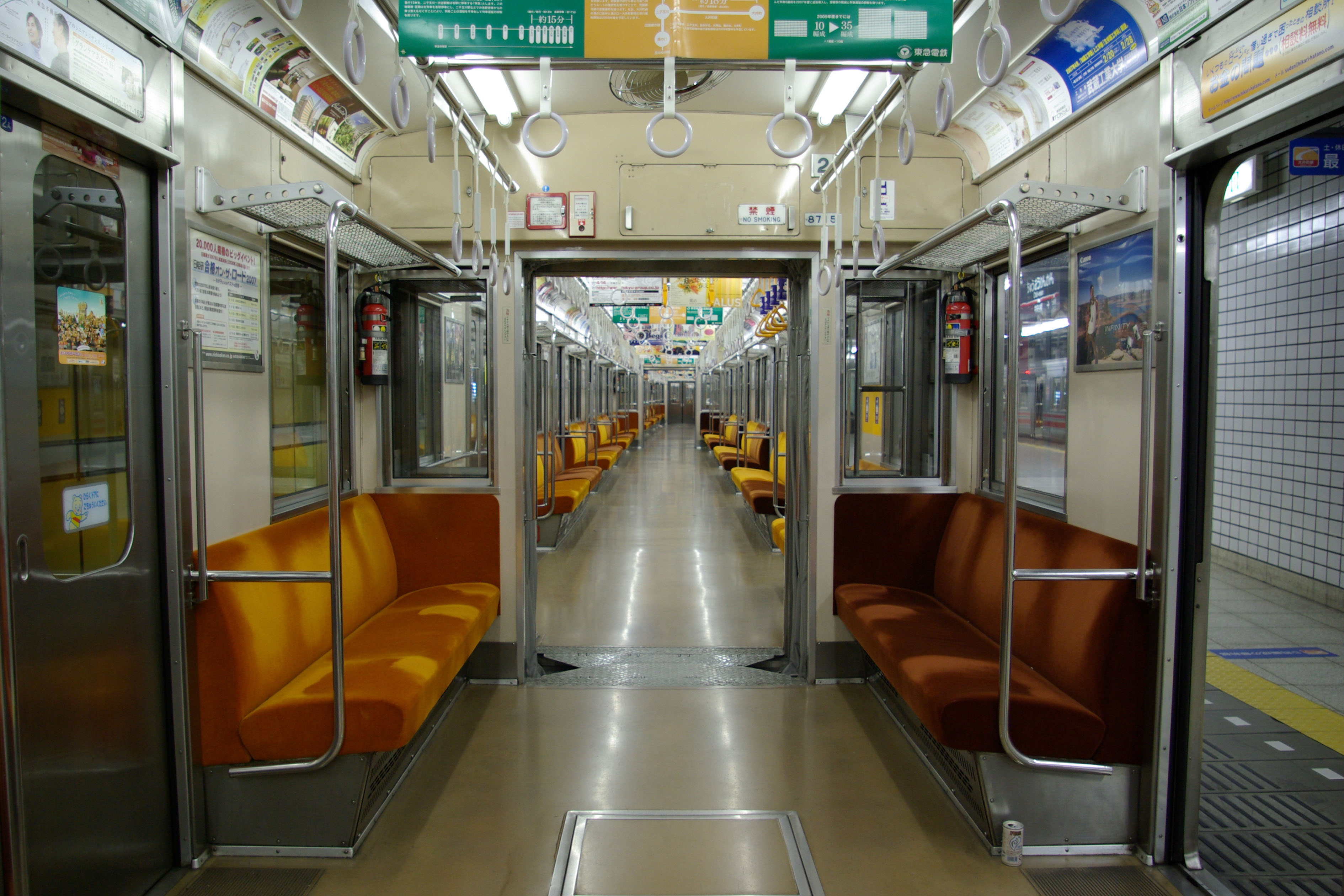
貫通扉がない中間部
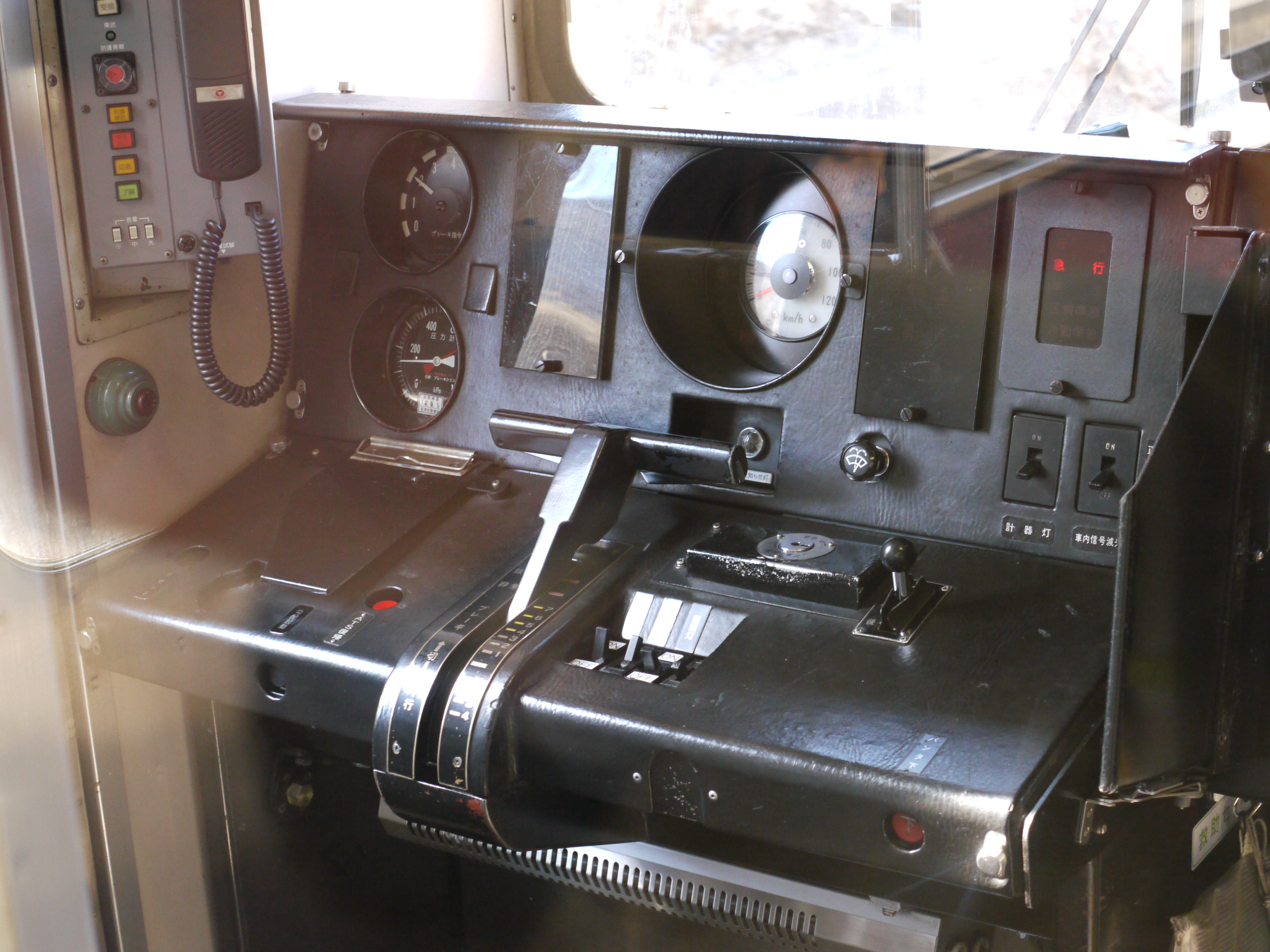
運転室（8521）
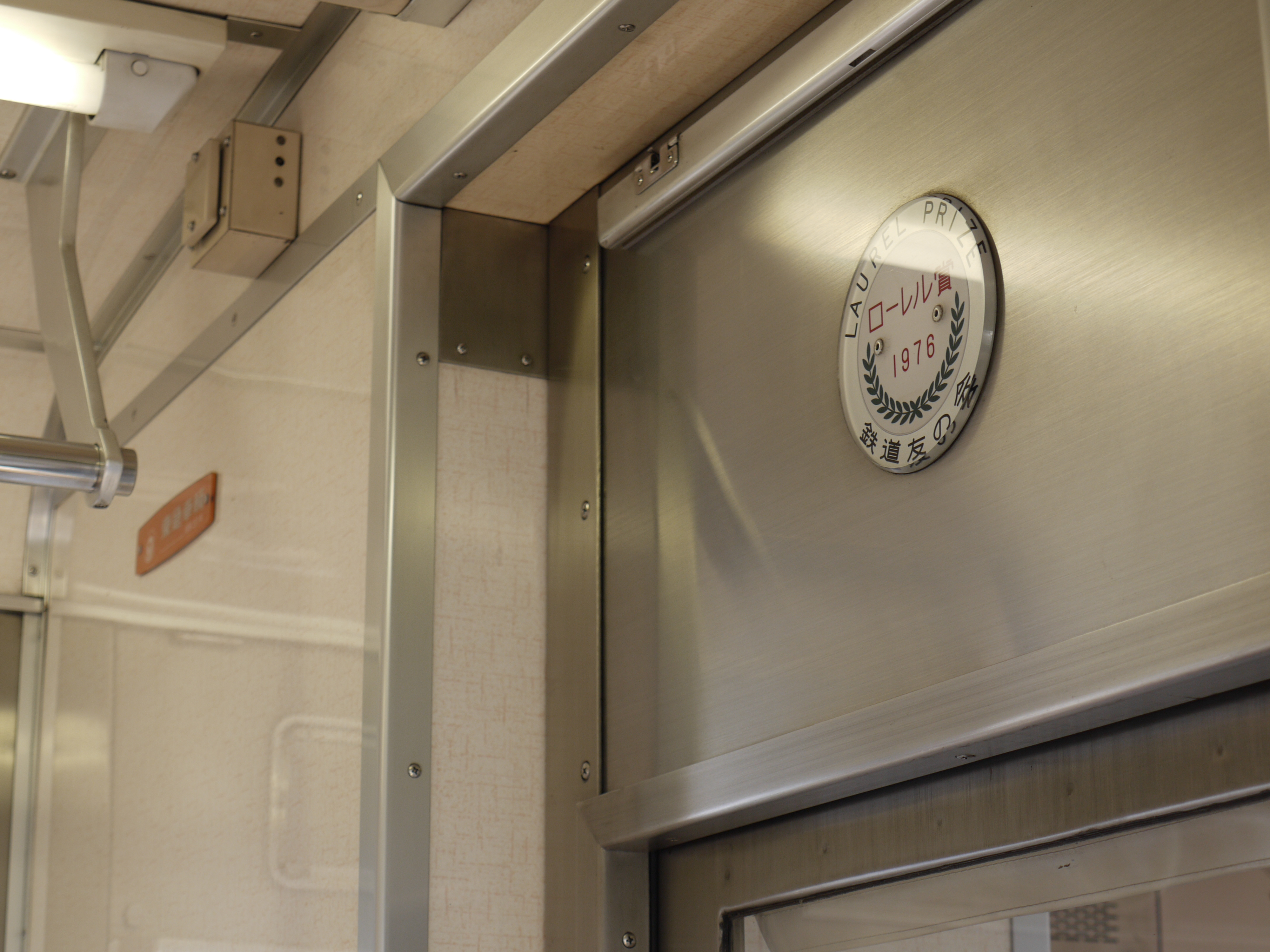
ローレル賞受賞記念プレート（レプリカ・8521）

### 18次車以降の編成車
1986年（昭和61年）以降に製造した8637F以降の編成車（18次車以降の編成車と21次車）では、当時新たに製造が始まった9000系の設計思想が取り入れられた。機器面では方向幕をマイクロスイッチ方式（方向幕に開けられた穴パターンを読み取る）から直列デジタル伝送方式（SPC-M・方向幕にあるバーコードを読み取る）に変更した。補助電源装置は出力電圧を三相交流200 Vから三相交流440 Vに変更、合わせて冷房装置は能力増強形のRPU-2214形（10,000 kcal/h）に変更され、空気圧縮機はHB-1500形から低騒音形のHS-20G形（9000系の三相交流駆動とは異なり、直流1,500V駆動）に変更した。集電装置（パンタグラフ）は下降時に上枠が下枠の間に収まる小型品（PT44-S-D-M形）に変更した。低騒音形のHS-20G形（直流1,500V駆動）空気圧縮機は、これ以外の18次車以降で採用されている。
室内は化粧板を無地から9000系同様に「ソリッドパターン」の模様入りに、扇風機から補助送風機として東芝製のスイープファンを設置、、座席は1人分の掛け幅を430 mmから440 ㎜に拡大、7人掛け座席間に中仕切りを追加、座席を2色化（ブラウン・オレンジ）した。さらに電動式ワイパー・電子ホーンの新設が新設された。
このうち、8638F + 8639Fと8640F ＋ 8641Fは、田園都市線・大井町線で予備車を共用できるよう5 + 5両編成で製造され、後者は落成時大井町線に配属された。このため、これら　4編成の乗務員室仕切扉（客室 - 乗務員室間の仕切開戸）は、編成を連結した時に乗務員室が閉め切れるよう奥まった位置にある。また、5両編成の場合、編成中の補助電源装置がサハ8900形の1台のみとなってしまうことから、故障時のバックアップ用としてデハ8600形に2 kVA容量の静止形インバータ（SIV）が搭載されている。
大井町線用方向幕、戸越公園駅・九品仏駅の両駅で使用するドア非扱いスイッチを装備しているほか、田園都市線のATC化後も東急形ATSを存置した。
なお、大井町線運用の他にこどもの国線用7000系ワンマン運転対応車が検査入場した際にもツーマン運転で代走することもあった。

### 製造区分
本系列は8000系のグループとして製造された。このため、次車区分は8000系6次車以降となる。下記の製造区分表は8000系列（8000・8500・8090系）の製造区分から8500系のみを抜粋したものである。
|          |        | デハ8500 （M2c） | デハ8600 （M1c） | デハ8700 （M1）       | デハ8800 （M2）         | サハ8900 （T） | 備 考                                     |
| -------- | ------ | ---------------- | ---------------- | --------------------- | ----------------------- | -------------- | ----------------------------------------- |
| 1974年度 | 6次車  | 8501 - 8510      | 8601 - 8610      | 8701 - 8710           |                         | 8901 - 8910    | 8601F - 8610F4両（田園都市線）            |
| 1975年度 | 7次-1  | 8511 - 8515      | 8611 - 8615      | 8711 - 8715           | 8811 - 8815             |                | 8611F - 8615F4両（田園都市線）            |
| 1975年度 | 7次-1  | 8516,8517        | 8616,8617        | 8716 - 8724           | 8801 - 8810 8816        | 8911 - 8913    |                                           |
| 1976年度 | 8次    | 8518 - 8526      | 8618 - 8626      | 8725 - 8732           | 8817 - 8819             | 8914 - 8916    | 冷房準備車→冷房化（8914 - 8916除）        |
| 1977年度 | 9次-1  | 8527             | 8627             | 8733 - 8738           | 8820                    | 8917           | 冷房準備車→冷房化（8735 - 8738除）        |
| 1977年度 | 9次-2  | 8528,8529        | 8628,8629        | 8739 - 8742           | 8821,8822               | 8918,8919      | 8628F,8629F6両（新玉川線）                |
| 1978年度 | 10次-1 |                  |                  | 8743 - 8747           | 8823 - 8836             | 8920 - 8932    |                                           |
| 1978年度 | 10次-2 | 8530             | 8630             | 8748,8749             | 8837                    | 8933           | 8630F6両（東横線）                        |
| 1979年度 | 11次-1 |                  |                  |                       | 8838 -8840              | 8934- 8940     |                                           |
| 1980年度 | 12次-2 |                  |                  |                       |                         | 8941 - 8946    |                                           |
| 1981年度 | 13次   |                  |                  |                       | 8841 - 8843             | 8947 - 8951    | 以降、軽量車体                            |
| 1982年度 | 14次-1 |                  |                  |                       | 8844 - 8850             | 8952 - 8958    |                                           |
| 1982年度 | 14次-2 |                  |                  | 8750 - 8761           | 8851 - 8863             | 8959           |                                           |
| 1983年度 | 15次   | 8531 - 8533      | 8631 - 8633      | 8762 - 8774           | 8864 - 8882             | 8960 - 8966    |                                           |
| 1984年度 | 16次-1 |                  |                  | 8775,8776             | 8883,8884               |                |                                           |
| 1984年度 | 16次-3 | 8534             | 8634             | 8777,8778             | 8885 - 8887             | 8967,8968      |                                           |
| 1985年度 | 17次-2 | 8535,8536        | 8635,8636        | 8779 - 8790           | 8888 - 8894             | 8969 - 8972    |                                           |
| 1986年度 | 18次-1 | 8537 - 8539      | 8637 - 8639      | 8791 - 8799 0700,0701 | 8895 - 8899 0800 - 0805 | 8973 - 8976    |                                           |
| 1986年度 | 18次-2 | 8540,8541        | 8640,8641        | 0702 - 0709           | 0806,0807               | 8977 - 8978    | 8640F,8641F5両（大井町線・0704 - 0709除） |
| 1987年度 | 19次-1 | 8542             | 8642             | 0710 - 0712           | 0808 - 0810             | 8979,8980      | 8642F8両（東横線・0712・0810除）          |
| 1987年度 | 19次-2 |                  |                  | 0713 - 0716           | 0811 - 0816             |                |                                           |
| 1988年度 | 20次   |                  |                  | 0717                  | 0817                    |                |                                           |
| 1990年度 | 21次   |                  |                  | 0718                  | 0818                    |                | 最終増備。VVVFインバータ車                |

## 改造工事

### 行先表示器更新工事
17次車以前の車両において、1990年代から方向幕をマイクロスイッチ方式（方向幕に開けられた穴パターンを読み取る）から直列デジタル伝送方式（SPC-M・方向幕にあるバーコードを読み取る）に更新した。同時に前面行先表示のみ英文字併記とされた。ただし、15本を施工した時点で、次に述べるLED式への更新に代わった。
1994年（平成6年）より8603Fを皮切りにLED式に更新された。東武鉄道乗り入れまでに、前述の直列デジタル伝送方式更新車・新製車にも施工された。このフォントは当初は明朝体であったが、2003年3月19日の半蔵門線押上開業と東武線乗り入れに伴い表示器のROMを交換した際にフォントを視認性の良いゴシック体へ変更した。同時期、字幕式で残存していた8606F・8607F・8610Fは新幕へと交換され、前面の英文字表記は大文字に、側面方向幕にも英文字併記が入るようになった。
8616Fは行先表示器が2005年（平成17年）3月26日、その後8634F - 8636F・8638F - 8641Fが従来の3色LEDからフルカラーLEDに変更されている。ただし、8616F・8634F - 8636Fは3色LEDに戻されている（8616F・8634Fの側面表示を除く）。
8606Fは8500系の中では最後まで字幕式行先表示器を装備していた編成。この他に8607F・8610Fが廃車時まで字幕式で残存していた。
8638F - 8641Fは大井町線用であり、前述した半蔵門線延伸などには関係がなく、ROMの交換を行わなかった。従って3色LED式行先表示器のフォントは明朝体であった。このうち、8640F・8641Fは前面のみ幕式で側面はLED式であったが、田園都市線直通急行に対応するため、検査入場した際に前面もLED化して出場した。

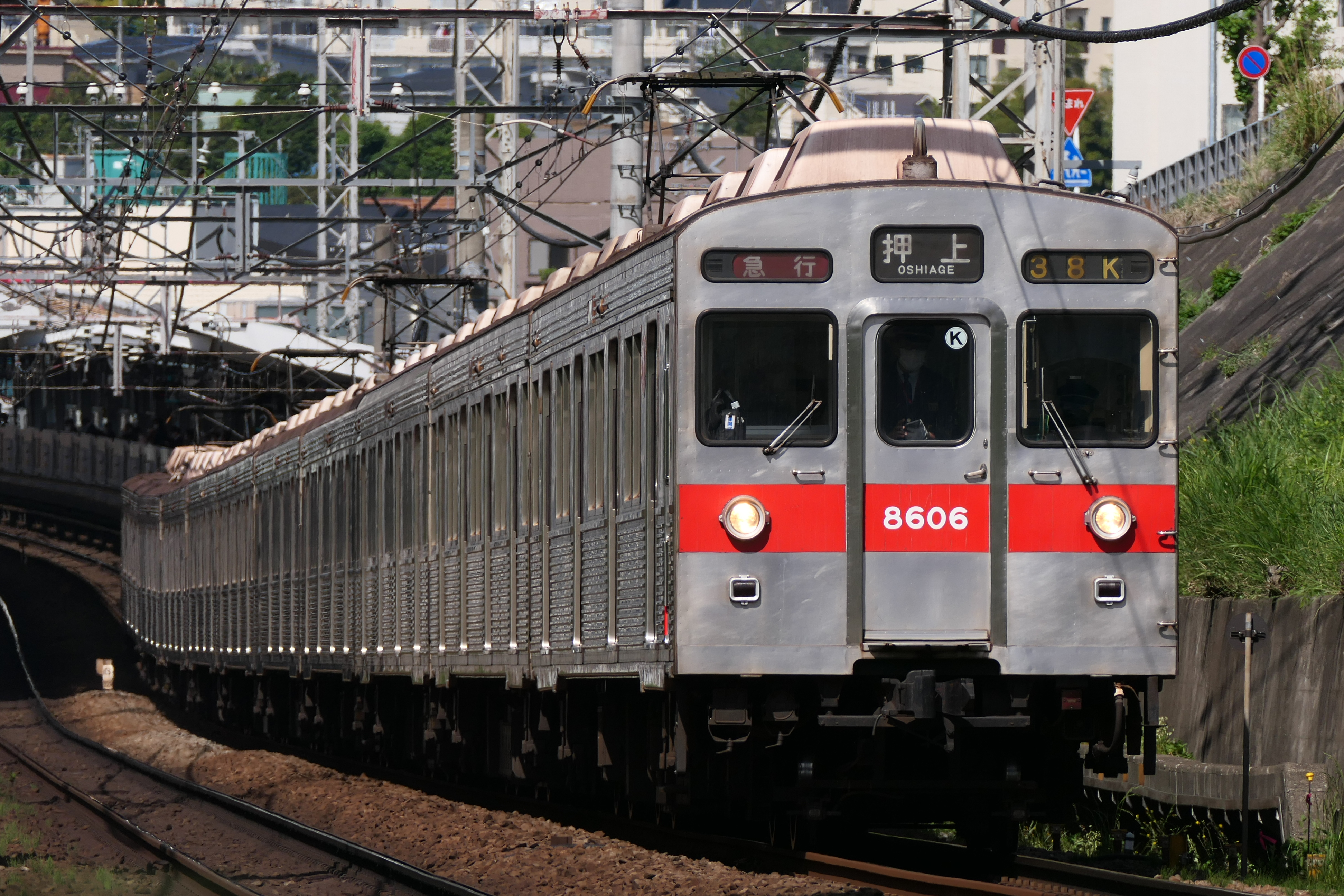
落成当初からの幕式表示器 （2020年5月4日 宮前平駅 - 宮崎台駅間）
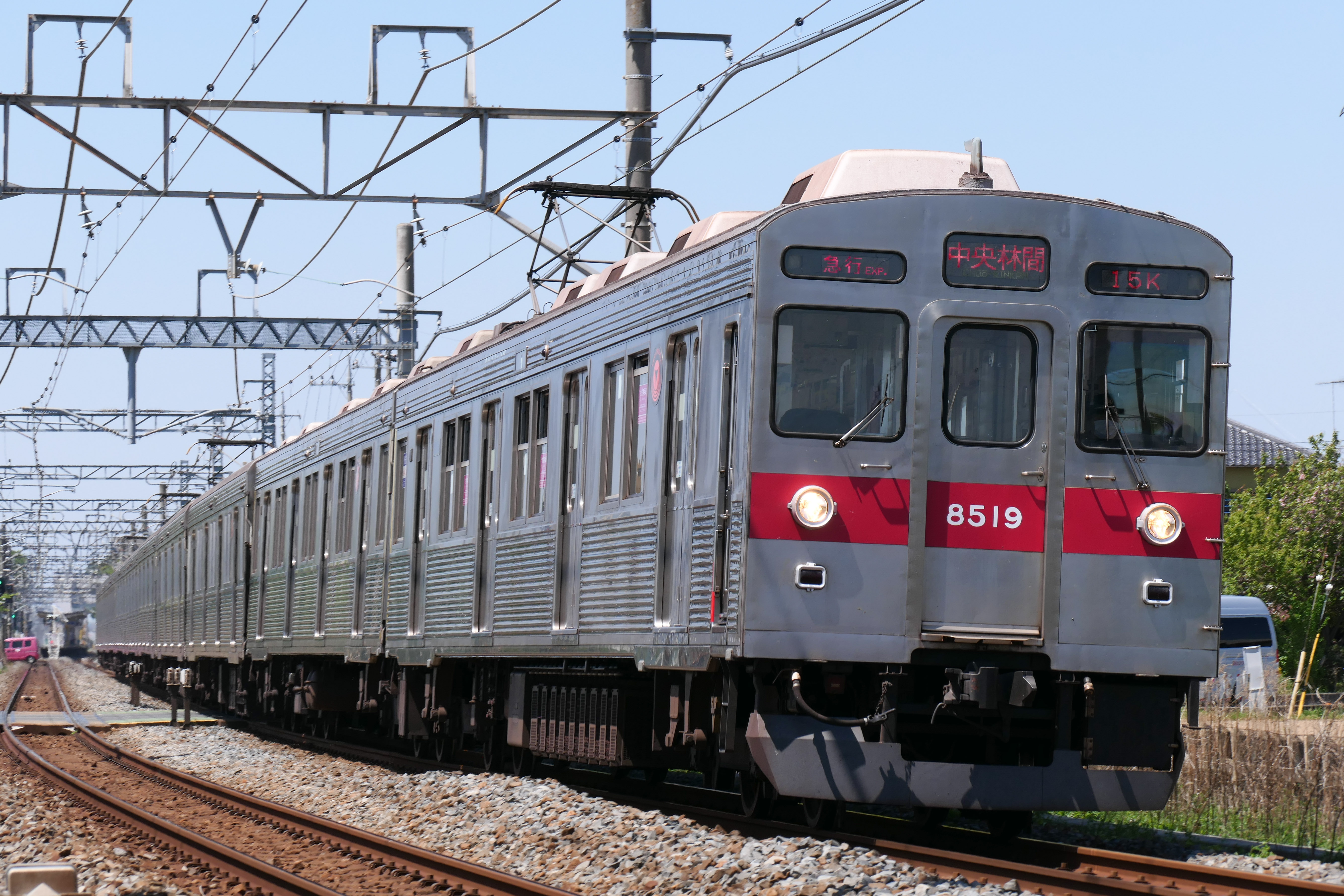
3色LEDに改造された車両 （2021年4月23日 和戸駅 - 東武動物公園駅間）
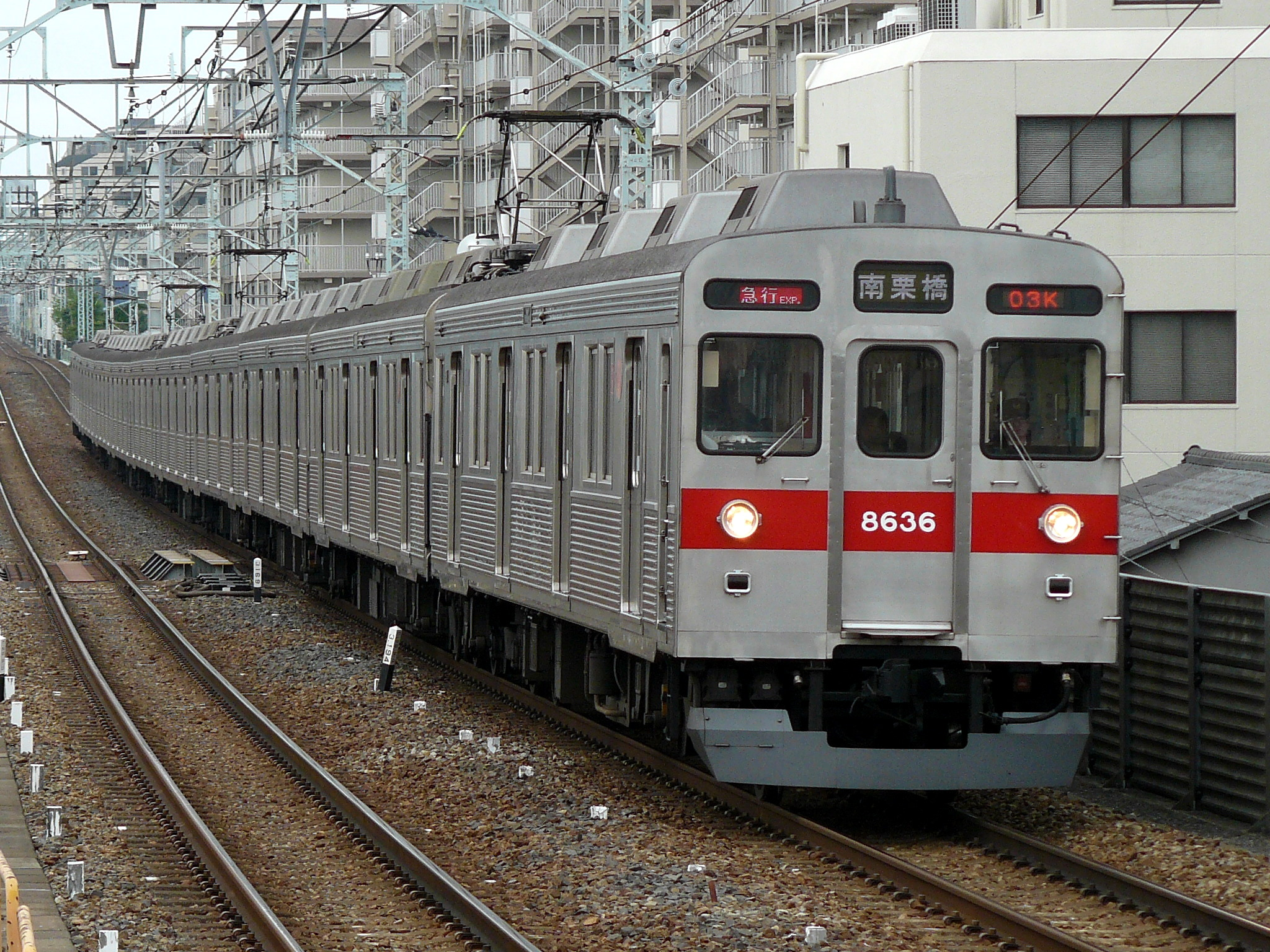
フルカラーLEDに改造された車両 （2008年5月5日 梅島駅）

### 更新工事
1997年から2001年にかけて車体・車内更新工事が施行されたが、その後は5000系による車両の置き換え計画が発表されたため、全車に施工されることなく工事は中止された。本系列は、8000系のように編成単位での施工ではなく、編成中で軽量構体化される前の12次車までが対象だった（ただし13次車以降でも8841Fのみ更新工事が施工されている）。

#### 工事内容
一部車両は車体・車内更新を同時に施工したものも存在している。
- 車体・車内更新（一部メニューが異なるが、ほぼ同一）
  - 車内化粧板の取り替え
  - 床敷物（ロンリウム）の取り替え
  - 屋根の再塗装
  - 2・9号車の車端部に車椅子スペースの設置[注 11]
  - 車体老朽化部分の修繕
  - 行先設定器の更新：ダイヤル式からボタン選択式に。東武線乗り入れ改造時に更新（8613F-8637Fのみ施工）
  - 行先表示器のLED化：8601F・8602F・8606F・8607F・8610Fを除く。前述した通り、その後劣化・視認性の低下などから8616F・8634F - 8636FがフルカラーLEDに更新されたが、2008年11月には前面と8635F・8636Fの側面が再度3色LEDに戻された。取り外したフルカラーLEDは大井町線用車に取り付けられた。
  - 側面窓サッシの取り替え
  - 座席の取り替えと7人掛け化、バケットシート化[36][注 12]・仕切り部へのスタンションポール（握り棒）の取り付け[36]
  - ドア脇の立客スペース設置[注 13]LEDの車内案内装置（2006年）

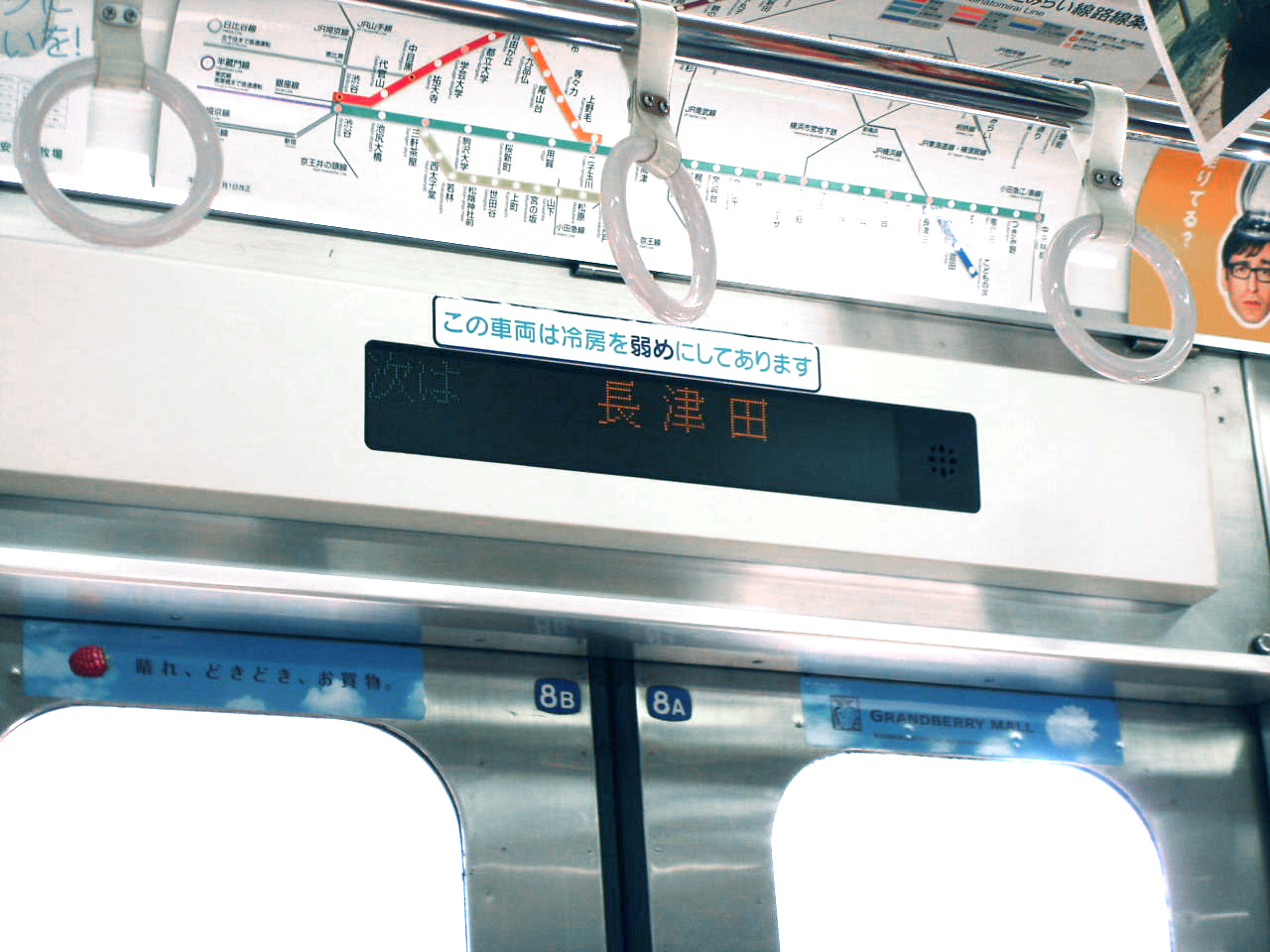
LEDの車内案内装置（2006年）

また、更新工事とは別に、交通バリアフリー法対応の関係で工事を施された編成も存在する。
- 自動放送装置・LED式車内表示器の取り付け（自動放送装置とドア開閉灯は千鳥配置、8634F・8637F、直通先2社にも対応している）

更新工事施工時期以外には以下の改良が行われた。
- 車内冷房カバーを改良
  - 従来からあった吹き出し口の他に、カバーに穴を開けてその直下にも冷風が吹き出すように改良された。パンタグラフ直下では扇風機の区画を廃し、冷風吹き出し口を設けたり、補助送風機をラインデリア化する工事も行われた。

その他にも機器の部分的な更新が行われている（更新工事と直接関係ない）。
- 主電動機の電機子絶縁更新
- 主制御器の駆動部交換

### 前面スカート装着
東武鉄道への直通営業開始を前にして、2002年末期から2005年度にかけて一部の編成を対象に先頭車前面下部に排障器（スカート）の設置工事が施工された。設置工事の施工時期の違いなどにより、後述のような仕様の変更がみられる。

#### 2002年度
- 8623Fの上り方先頭車（デハ8623）で試行され、その後下り方先頭車 （デハ8523） でも正式に採用された。
- 8615F - 8619F

#### 2003年度
いずれも編成単位で両先頭車同時に施行された。
- 8620F ‐ 8622F・8624F - 8627F・8629F・8630F
- ★8633F・8634F・8636F：2003年夏期にスカートを装着した。一時期取り外されたが、2004年初頭に復元された。
- ☆8628F・8631F・8632F・8635F・8637F：最後にスカートを装着した。施工時期が★のグループのスカート復元期と重なる。

#### 2004年度
必ずしも東武線への直通を意図しないものとなった。また、スカートの形状が変更されている。
- ○8613F・8614F：東武線ATSを設置した。
- ●8609F・8611F・8612F・8642F：東武線ATSは設置されなかった。

#### 2005年度
大井町線用編成にも装着した。
- 8638F ‐ 8641F

2007年8月から下り方先頭車のスカートの右上部が切り取られた編成が登場した。これはジャンパ栓の形状が変更されたためであり、8613F以外の全てのスカート装備編成が切り取られた。

### 防犯カメラ設置工事

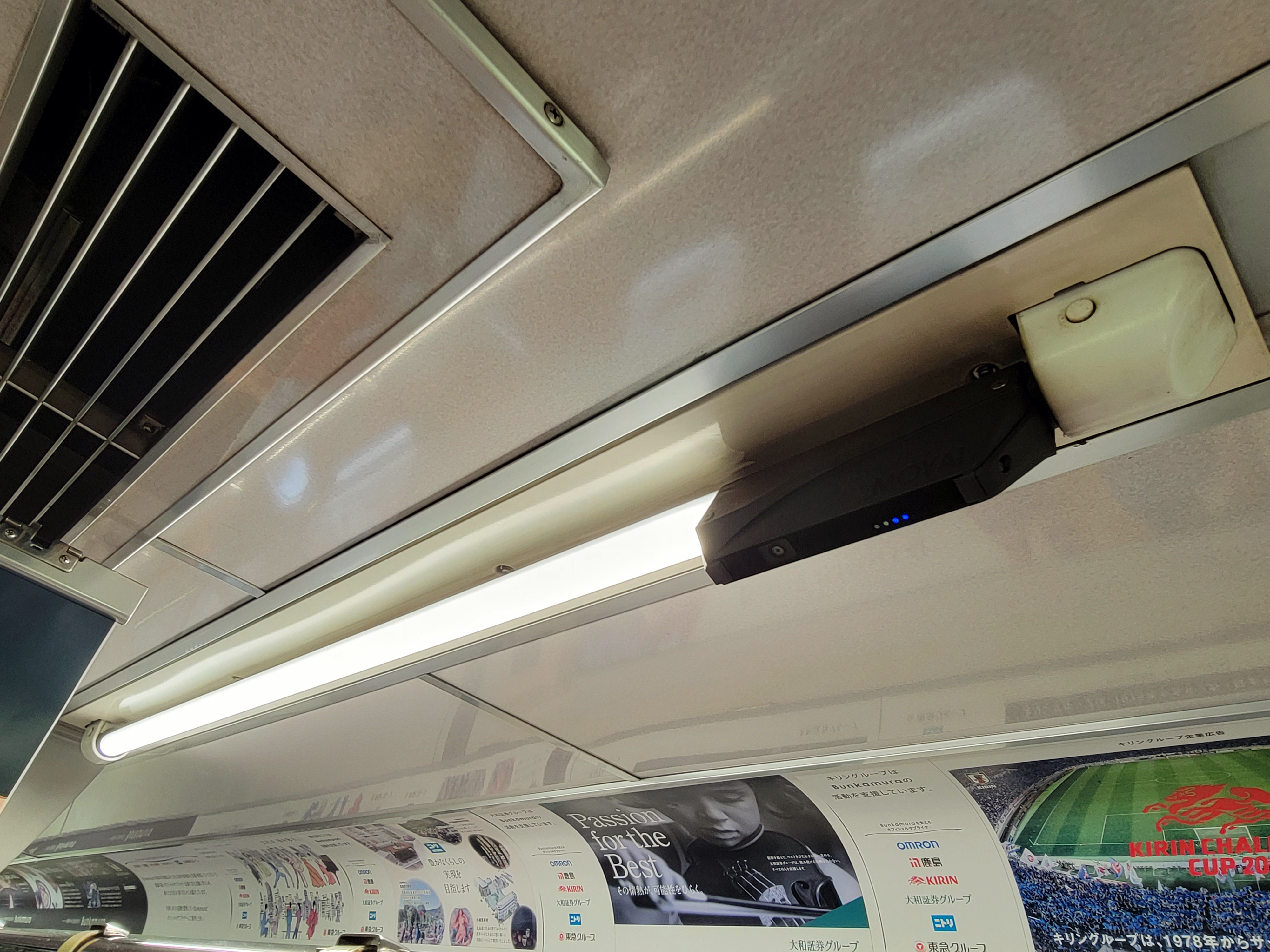
車内照明一体型の防犯カメラ

2019年頃より、車内の防犯カメラ設置が行われており、本系列では、車内照明と一体型の防犯カメラが採用されている。なお、既存の車内照明は蛍光灯のままであるが、防犯カメラ一体型のみLED照明である。

## 車体装飾

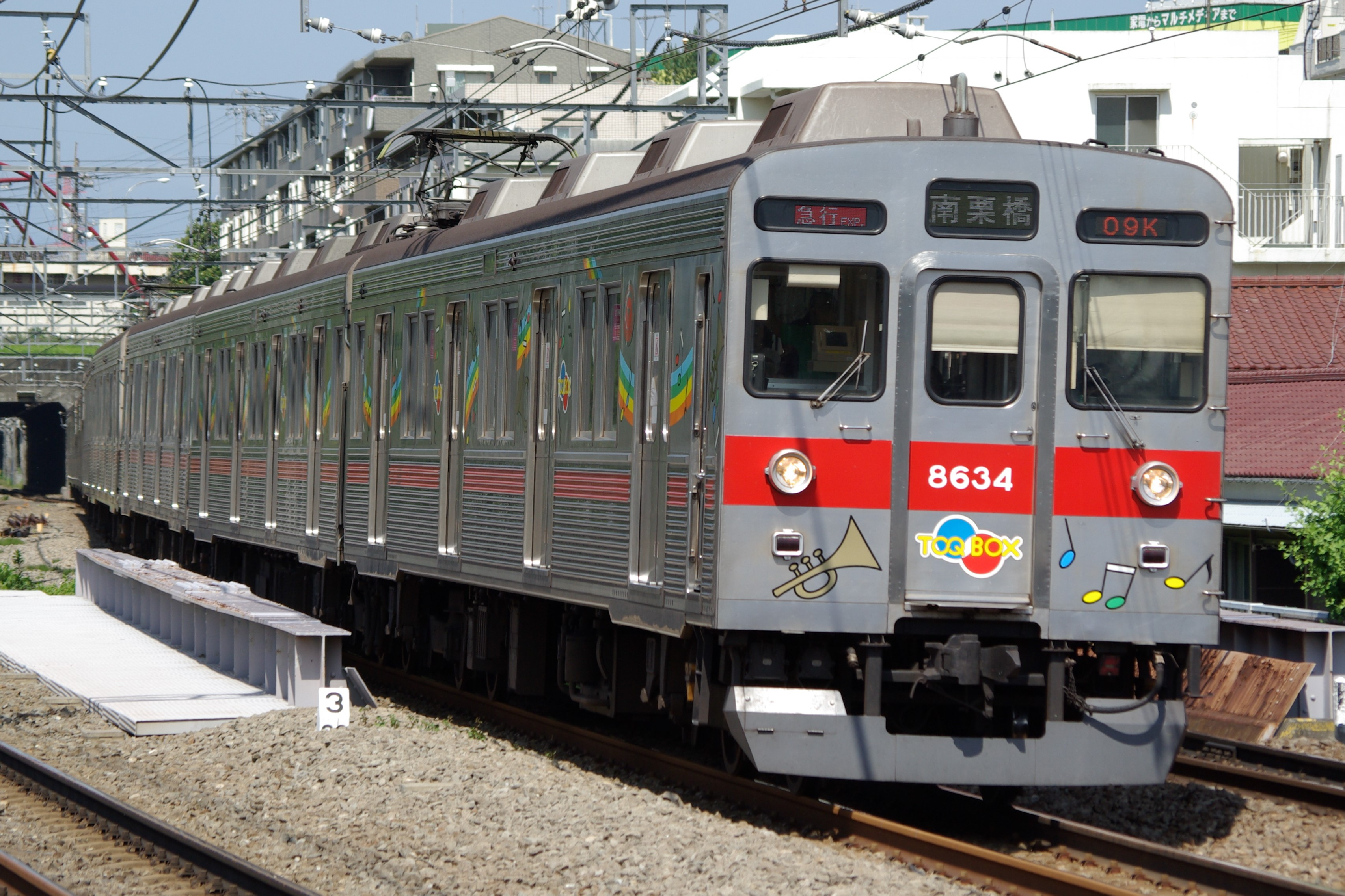
8634F 「TOQ-BOX号」虹色装飾 （2007年8月16日 市が尾駅）
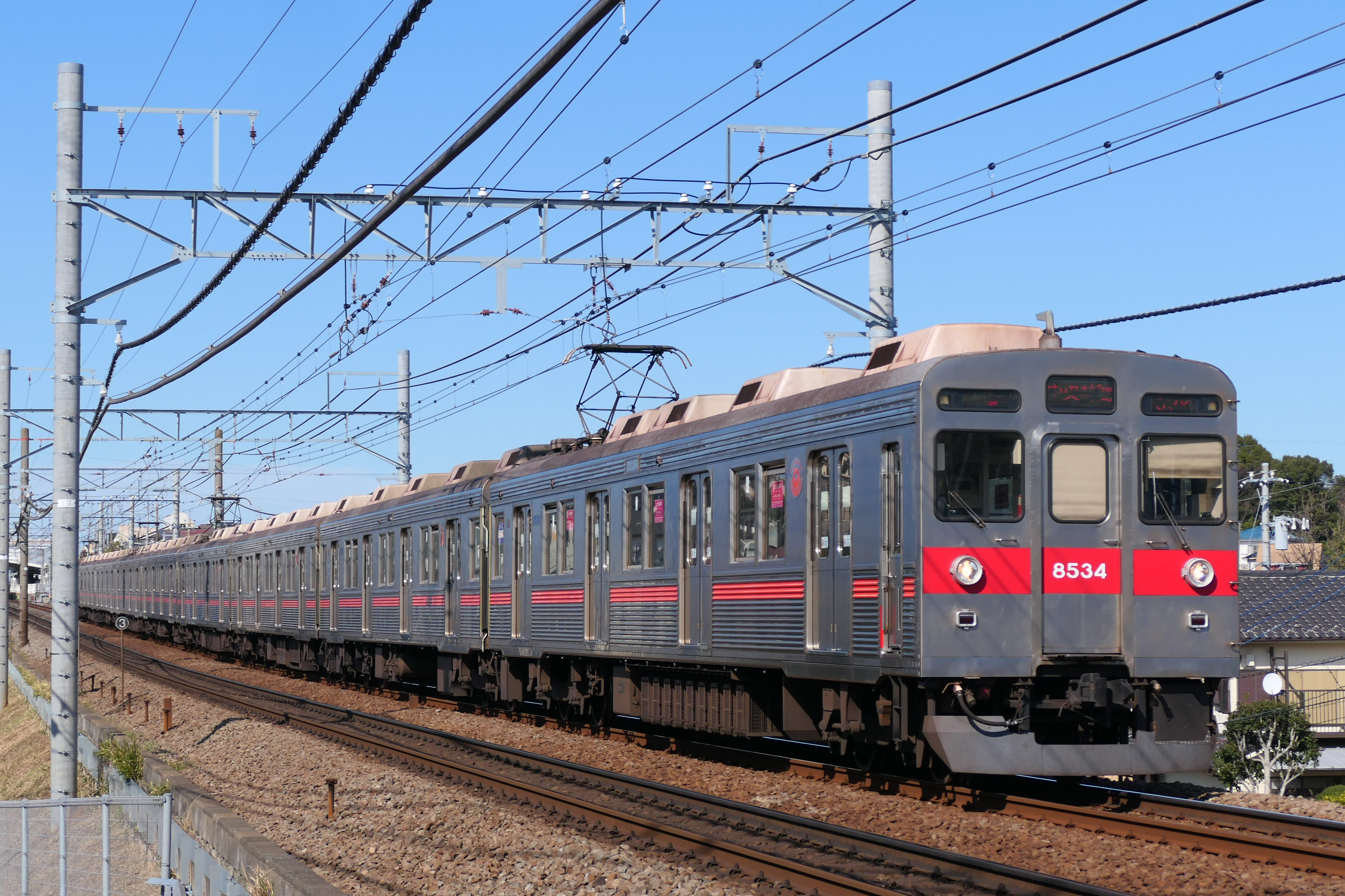
8634F 「TOQ-BOX号」虹色装飾・ステッカー撤去後 （2021年3月14日 つくし野駅 - すずかけ台駅間）
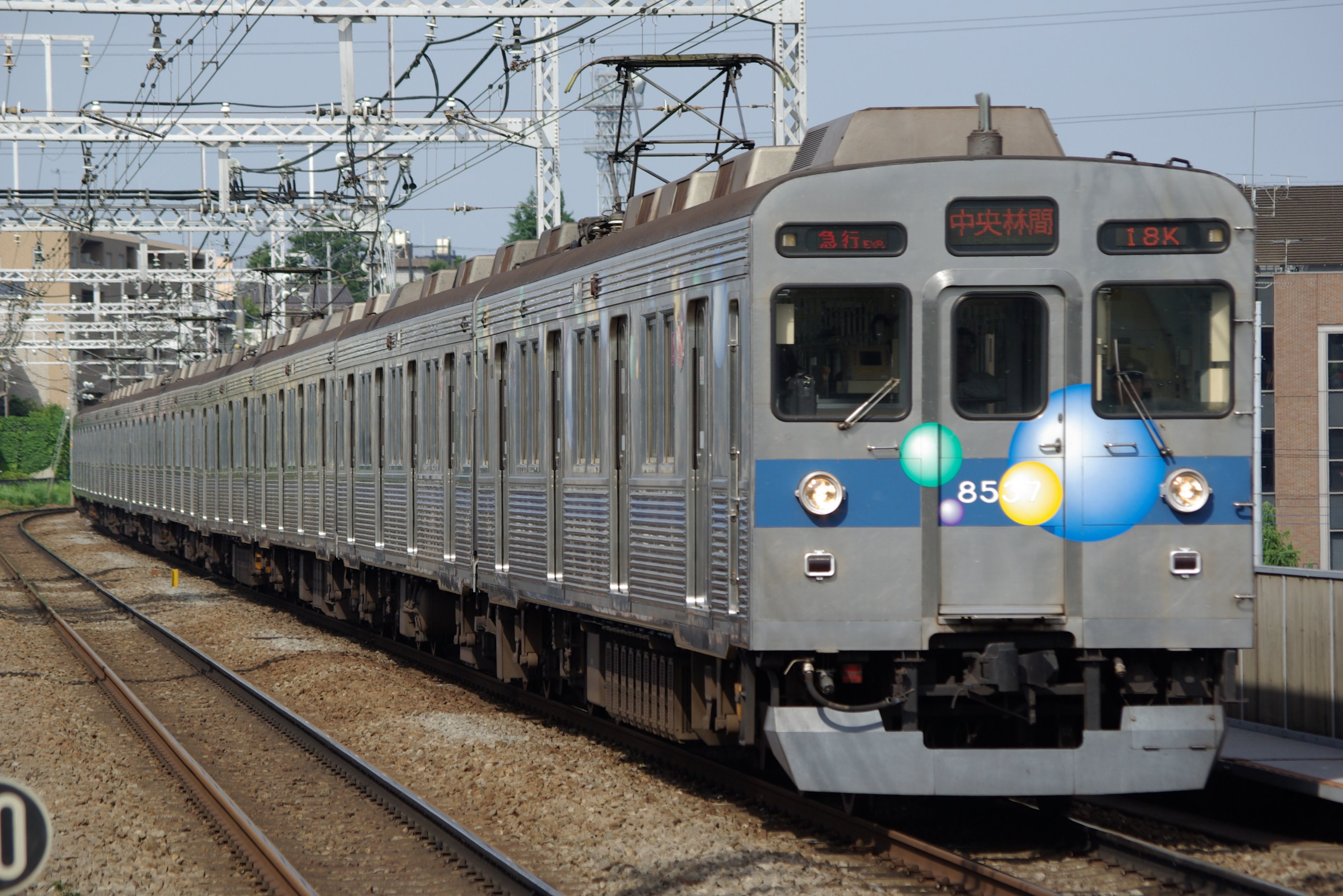
8637F 「TOQ-BOX号」青帯装飾 （2007年6月17日 宮崎台駅）
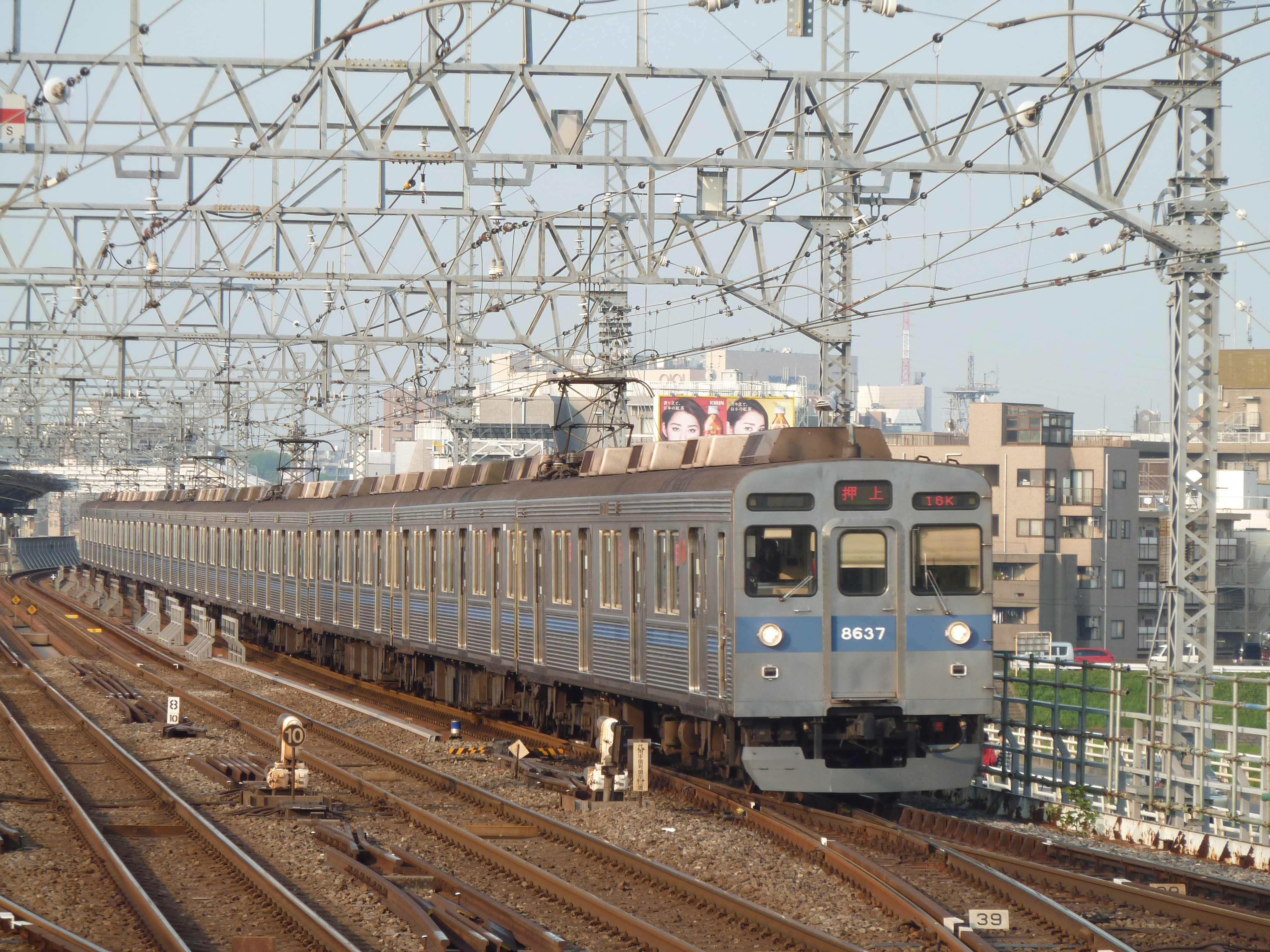
8637F 「TOQ-BOX号」青帯装飾・ステッカー撤去後 （2015年4月25日 二子玉川駅）

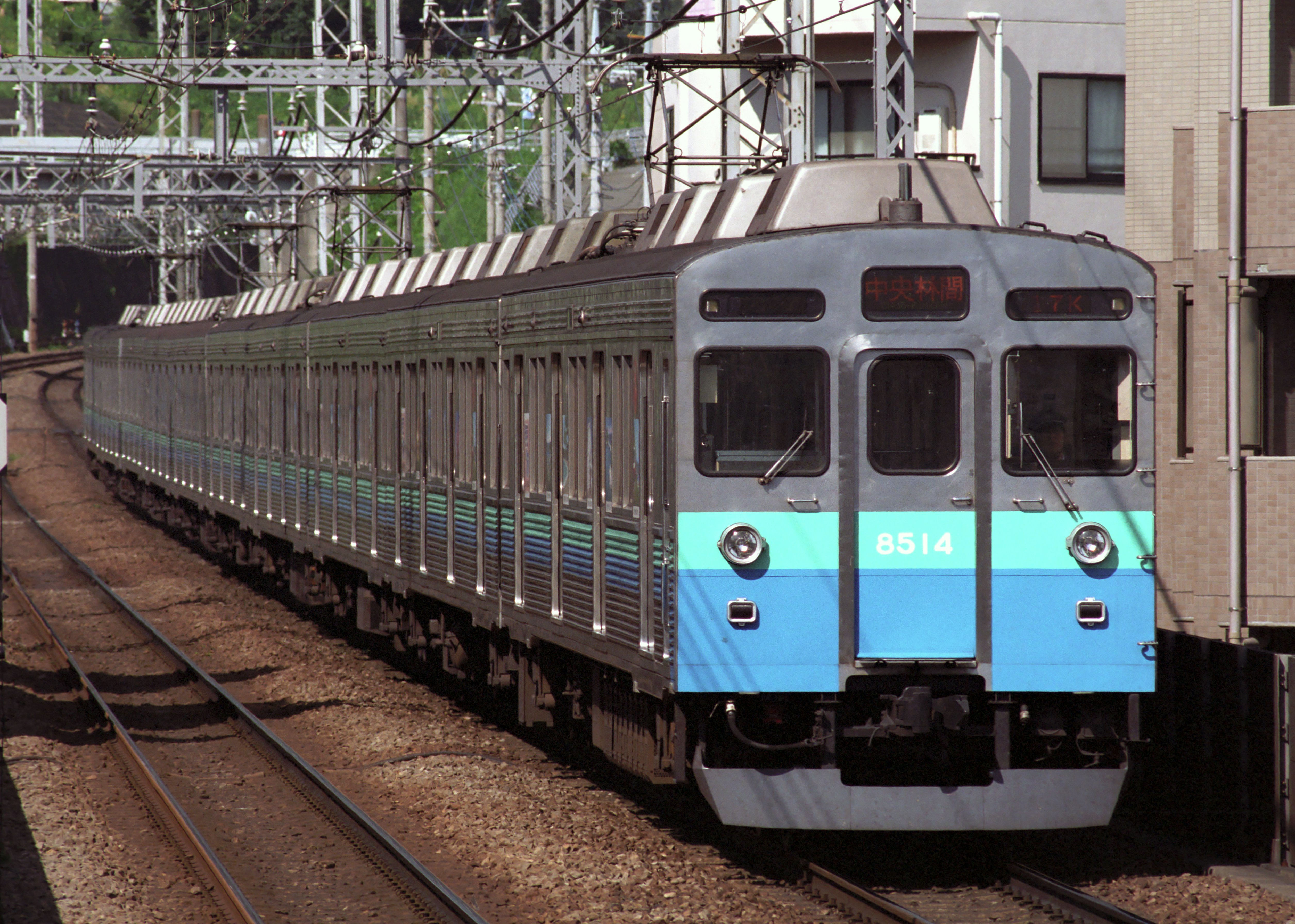
8614F 「伊豆のなつ号」装飾 （2006年9月24日 あざみ野駅）
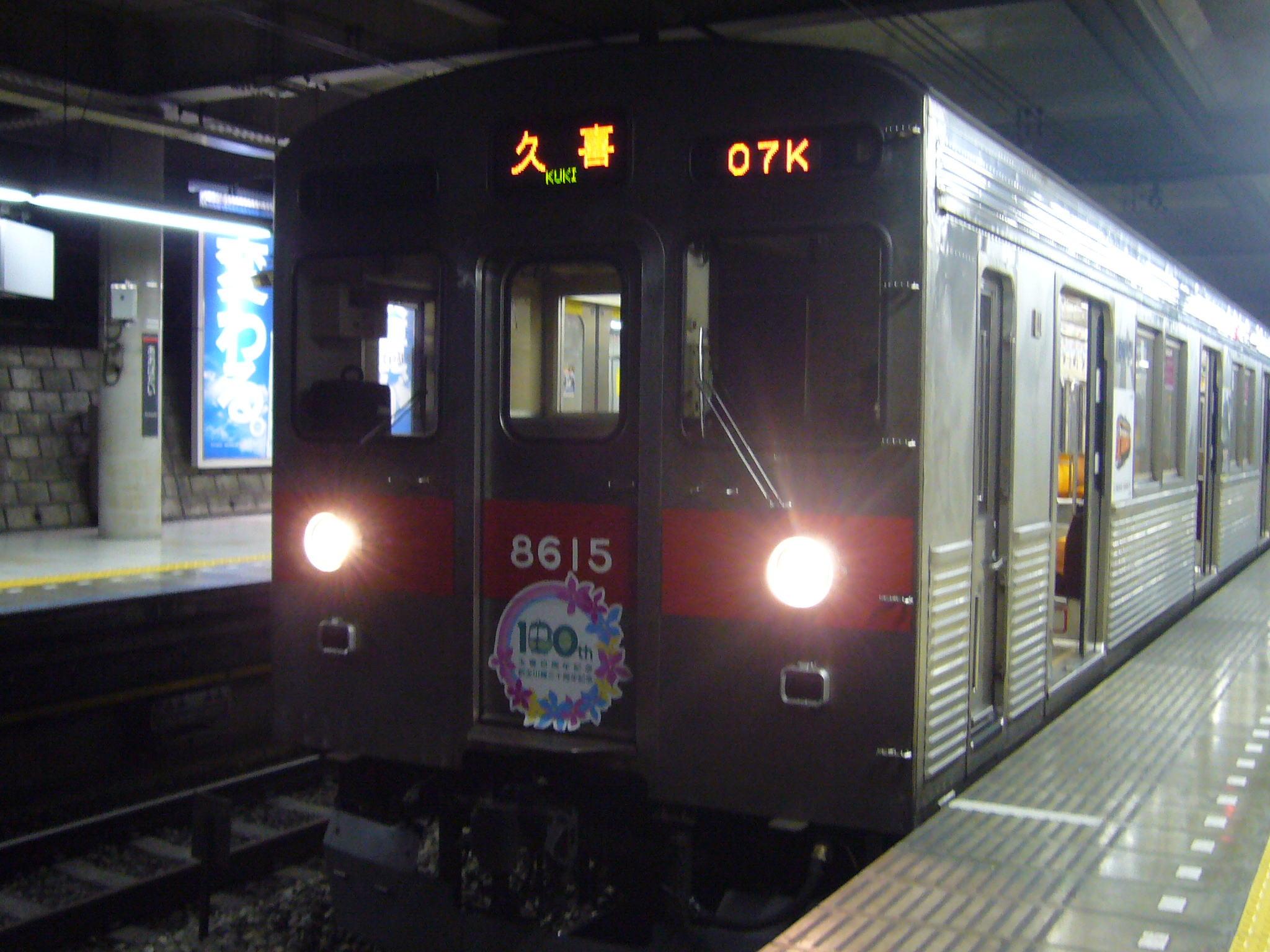
8615F 玉電・新玉川線メモリアル装飾 （2007年3月11日 青葉台駅）
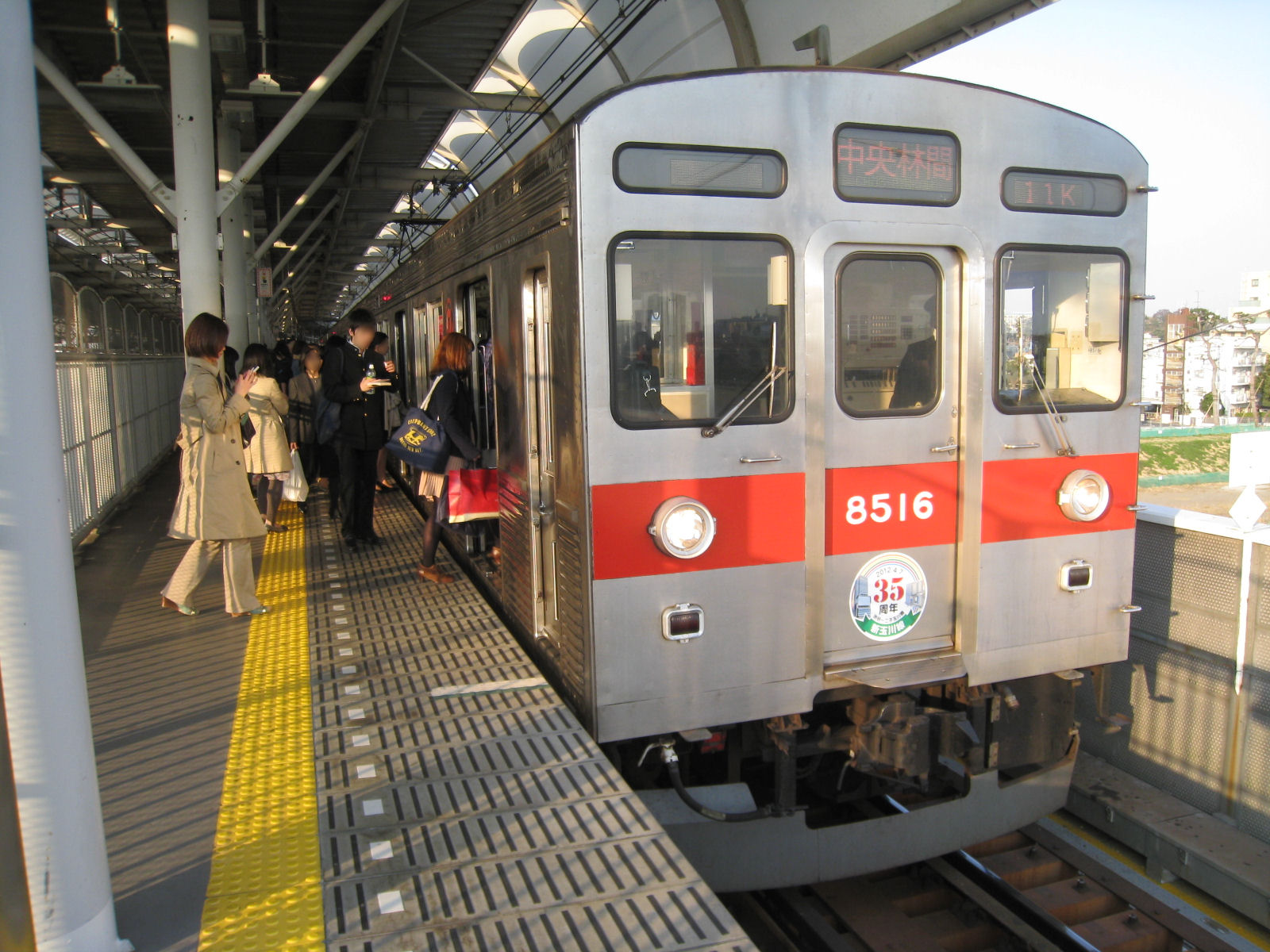
8616F 新玉川線35周年記念装飾 （2012年4月9日 二子玉川駅）
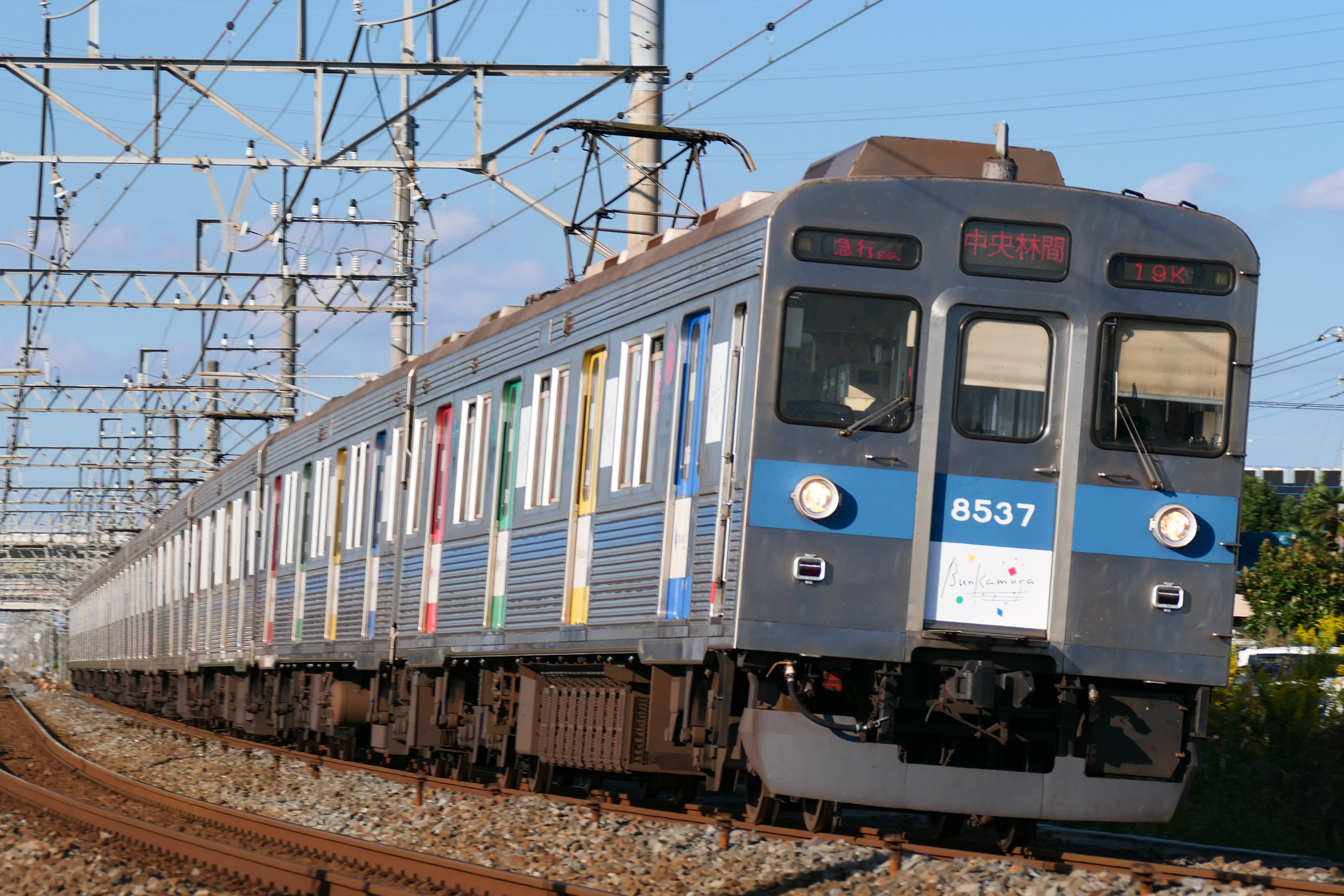
8637F 「Bunkamura号」装飾 （2021年10月14日 幸手駅 - 南栗橋駅間）

TOQ-BOX虹色装飾（1980年代 - 2010年?）
8634Fが施していた。側面にも赤帯が廻り、前面と戸袋の部分に虹と楽器・音符のイラストが描かれていた。2005年12月にドア鴨居部にLED案内表示器を千鳥配置で設置するとともに車外の行先表示器をフルカラーLED式に交換したが、2008年11月には前面のみ3色LEDに戻された。その後、2010年6月頃には赤帯以外のステッカーが全て撤去された。なお、この編成はTOQ-BOXの2代目編成であり、初代編成は8635Fであった。最初から8634FがTOQ-BOX号ではなかったのは、1986年当時東横線で7両編成で暫定運用に入っていたためである。
田園都市線開通20周年記念列車（1986年）
8635Fが施していた。落成当初は通常の赤帯であったが、イベント開始に合わせて装飾を施した。前面においては、車両番号部分に20周年のイラスト（黄色地に斜め虹が入り、20の0の間から8500系が飛び出している）が描かれ、尾灯下部には「田園都市線 祝 開通20周年」と赤文字が表示されていた。側面はコルゲートに赤・緑帯が入り、側扉下部に20周年の記念イラストが描かれていた。なお、イベント終了後は初代TOQ-BOX号として運行された。
TOQ-BOX青帯装飾（1987年 - 2008年）
8637Fがこの装飾を施している。落成当初は通常の赤帯であったが、翌年よりこの装飾となった。最大の特徴は帯色が青いことで、それが側面にも廻っており、先頭車には7色のシャボン玉が描かれていた。途中で帯や装飾を貼り替えているため、貫通扉枠部の帯の有無や装飾の色や位置が変わっている。一時は東急ケーブルテレビジョン（現・イッツ・コミュニケーションズ）の広告電車に、2000年にはグランベリーモールの広告車としても運用された。この編成は、1991年に8642Fが田園都市線に転用される時に同編成に連結されていた中間車3両（0808・0711・8980、いずれも1987年製）と8637Fに連結されていた0802・8799・8974（いずれも1986年製）が交換された。前述の通り、この編成は扇風機を廃止して補助送風機としてスイープファンを採用し、座席に4:3の仕切りを設置するなど、東横線の9000系に準じた車内仕様となっている。また、後年になってドア鴨居部にLED案内表示器を千鳥配置で設置する改造が行われたが、他の8500系後期車に見られたような車外の行先表示器のフルカラーLED式への交換は施工されていない。2008年12月7日には先頭車の側面に貼付されていたシャボン玉が全て撤去されたが、青帯はその後も残されている。
伊豆のなつ号（2006年 - 2020年）
2006年（平成18年）夏に8614Fが車体広告編成「伊豆のなつ号」に使用され、ハワイアンブルーの帯が巻かれた。「伊豆のなつ号」終了後もハワイアンブルーの帯は存置されている。伊豆急行の8000系を再現。詳細は伊豆のなつ号を参照。
玉電開通100周年・新玉川線開通30周年記念列車（2007年）
8615Fは2007年2月26日から同年9月9日まで玉電開業100周年および新玉川線開業30周年を記念したステッカー式ヘッドマークを先頭車の前面に貼付すると共に、車体にも玉電および新玉川線建設に関するステッカーが貼付された。なお、2006年11月からしばらくの間300系310Fにも同じものが貼付されていた。
新玉川線35周年記念列車（2012年）
2012年（平成24年）4月7日から6月30日の間、8616Fに新玉川線開業35周年を記念したステッカー式ヘッドマークを先頭車の前面に貼付して運行された。ヘッドマークには渋谷ヒカリエ・二子玉川ライズのイラストと、旧新玉川線区間途中駅のラインカラーによる虹が描かれている。また、記念入場券の販売や途中駅でのメモリアル写真展開催が併せて企画された。
田園都市線50周年記念列車（2016年）
2016年（平成28年）に田園都市線の溝の口駅 - 長津田駅間開通から50周年を迎えたため、8606Fに田園都市線50周年を記念したステッカー式ヘッドマークを先頭車の前面に貼り付けて運行されていた。ヘッドマークには5000系を模したイラストの周りに「DENENTOSHI LINE 50th ANNIVERSARY」と書かれており、同様のヘッドマークが5000系5002Fにも貼り付けられていた。
Bunkamura号（2018年 - 2023年）
8637FはTOQ-BOXの装飾除去後も青帯が残されていたが、2018年（平成30年）3月には扉にカラー（中央林間方から順に青・黄・緑・赤）の装飾が施され、さらにその後Bunkamuraのロゴや施設写真が追加され、Bunkamura号となった。車内は広告をジャックして、施設や公演に関する情報を発信していた。
- 8634F
「TOQ-BOX号」虹色装飾
（2007年8月16日 市が尾駅）
- 8634F
「TOQ-BOX号」虹色装飾・ステッカー撤去後
（2021年3月14日 つくし野駅 - すずかけ台駅間）
- 8637F
「TOQ-BOX号」青帯装飾
（2007年6月17日 宮崎台駅）
- 8637F
「TOQ-BOX号」青帯装飾・ステッカー撤去後
（2015年4月25日 二子玉川駅）

- 8614F
「伊豆のなつ号」装飾
（2006年9月24日 あざみ野駅）
- 8615F
玉電・新玉川線メモリアル装飾
 （2007年3月11日 青葉台駅）
- 8616F
新玉川線35周年記念装飾
（2012年4月9日 二子玉川駅）
- 8637F
「Bunkamura号」装飾
（2021年10月14日 幸手駅 - 南栗橋駅間）

## 編成表
|          | 田園都市線（5000系投入前） | 田園都市線（5000系投入前） | 田園都市線（5000系投入前） | 田園都市線（5000系投入前） | 田園都市線（5000系投入前） | 田園都市線（5000系投入前） | 田園都市線（5000系投入前） | 田園都市線（5000系投入前） | 田園都市線（5000系投入前） | 田園都市線（5000系投入前） |                    | |
| 編成番号 | デハ8600                   | デハ8700                   | サハ8900                   | デハ8800                   | デハ8700                   | デハ8800                   | デハ8700                   | サハ8900                   | デハ8800                   | デハ8500                   | 種別・行先 表示    | 備考 |
| -------- | -------------------------- | -------------------------- | -------------------------- | -------------------------- | -------------------------- | -------------------------- | -------------------------- | -------------------------- | -------------------------- | -------------------------- | ------------------ | --- |
| 8601F    | 8601                       | 8701                       | 8901                       | 8895                       | 8791                       | 8823                       | 0704                       | 8906                       | 8801                       | 8501                       | 方向幕             | 8895・8791は8620F、0704は8617Fへ組み込み                                                                                             |
| 8602F    | 8602                       | 8702                       | 8902                       | 8896                       | 8792                       | 8837                       | 8717                       | 8907                       | 8802                       | 8502                       | 方向幕             | 8896・8792は8620Fへ組み込み |
| 8603F    | 8603                       | 8703                       | 8903                       | 8897                       | 8793                       | 8824                       | 8718                       | 8908                       | 8803                       | 8503                       | LED                | 8897・8793は8628Fへ組み込み |
| 8604F    | 8604                       | 8704                       | 8904                       | 8898                       | 8794                       | 8825                       | 8719                       | 8909                       | 8804                       | 8504                       | LED                | 8898・8794は8627Fへ組み込み |
| 8605F    | 8605                       | 8705                       | 8904                       | 8899                       | 8795                       | 8826                       | 8720                       | 8910                       | 8805                       | 8505                       | LED                | 8899・8795は8615Fへ組み込み |
| 8606F    | 8606                       | 8706                       | 8947                       | 8885                       | 8777                       | 8827                       | 8721                       | 8923                       | 8806                       | 8506                       | 方向幕             | |
| 8607F    | 8607                       | 8707                       | 8948                       | 0810                       | 0712                       | 8828                       | 8743                       | 8924                       | 8807                       | 8507                       | 方向幕             | |
| 8608F    | 8608                       | 8708                       | 8949                       | 0813                       | 0713                       | 8829                       | 8744                       | 8925                       | 8808                       | 8508                       | LED                | |
| 8609F    | 8609                       | 8709                       | 8950                       | 0814                       | 0714                       | 8830                       | 8745                       | 8926                       | 8809                       | 8509                       | LED                | |
| 8610F    | 8610                       | 8710                       | 8951                       | 0815                       | 0715                       | 8831                       | 8746                       | 8927                       | 8810                       | 8510                       | 方向幕             | |
| 8611F    | 8611                       | 8711                       | 8911                       | 0816                       | 0716                       | 8832                       | 8735                       | 8928                       | 8811                       | 8511                       | LED                | |
| 8612F    | 8612                       | 8712                       | 8912                       | 0817                       | 0717                       | 8833                       | 8736                       | 8929                       | 8812                       | 8512                       | LED                | |
| 8613F    | 8613                       | 8713                       | 8913                       | 0800                       | 8796                       | 8834                       | 8737                       | 8930                       | 8813                       | 8513                       | LED                | |
| 8614F    | 8614                       | 8714                       | 8914                       | 8883                       | 8775                       | 8838                       | 8738                       | 8938                       | 8814                       | 8514                       | LED                | 「伊豆の夏号」 |
| 8615F    | 8615                       | 8715                       | 8915                       | 8864                       | 8762                       | 8836                       | 8747                       | 8932                       | 8815                       | 8515                       | LED                | 8605Fから捻出した8899・8795により8836・8747を置き換え                                                                                |
| 8616F    | 8616                       | 8716                       | 8916                       | 8853                       | 8751                       | 8844                       | 8722                       | 8952                       | 8816                       | 8516                       | 前面LED 側面FC-LED | |
| 8617F    | 8617                       | 8723                       | 8934                       | 8854                       | 8752                       | 8845                       | 8779                       | 8953                       | 8817                       | 8517                       | LED                | 8601Fから捻出した0704により8723を置き換え(伊豆急行へ譲渡)                                                                            |
| 8618F    | 8618                       | 8724                       | 8935                       | 8855                       | 8753                       | 8846                       | 8780                       | 8954                       | 0811                       | 8518                       | LED                | |
| 8619F    | 8619                       | 8725                       | 8936                       | 8856                       | 8754                       | 8847                       | 8781                       | 8955                       | 8818                       | 8519                       | LED                | |
| 8620F    | 8620                       | 8726                       | 8937                       | 8857                       | 8755                       | 8848                       | 8782                       | 8956                       | 0812                       | 8520                       | LED                | 8601Fから捻出した8895・8791、8602Fから捻出した8896・8792により8726・8848・8857・8755を置き換え                                       |
| 8621F    | 8621                       | 8727                       | 8941                       | 8858                       | 8756                       | 8849                       | 0705                       | 8907                       | 8819                       | 8521                       | LED                | |
| 8622F    | 8622                       | 8728                       | 8942                       | 8884                       | 8776                       | 8850                       | 8750                       | 8958                       | 8851                       | 8522                       | LED                | |
| 8623F    | 8623                       | 8729                       | 8943                       | 8865                       | 8763                       | 8866                       | 0706                       | 8960                       | 8867                       | 8523                       | LED                | |
| 8624F    | 8624                       | 8730                       | 8944                       | 8859                       | 8757                       | 8841                       | 0707                       | 8920                       | 8868                       | 8524                       | LED                | |
| 8625F    | 8625                       | 8731                       | 8945                       | 8860                       | 8758                       | 8842                       | 0708                       | 8921                       | 8869                       | 8525                       | LED                | |
| 8626F    | 8626                       | 8732                       | 8946                       | 8861                       | 8759                       | 8843                       | 0709                       | 8922                       | 8870                       | 8526                       | LED                | |
| 8627F    | 8627                       | 8733                       | 8917                       | 8871                       | 8764                       | 8838                       | 8734                       | 8939                       | 8820                       | 8527                       | LED                | 8604Fから捻出した8898・8794により8839・8734を置き換え                                                                                |
| 8628F    | 8628                       | 8739                       | 8918                       | 8862                       | 8760                       | 8840                       | 8740                       | 8940                       | 8821                       | 8528                       | LED                | 8603Fから捻出した8897・8793により8840・8740を置き換え                                                                                |
| 8629F    | 8629                       | 8741                       | 8919                       | 8863                       | 8761                       | 8835                       | 8742                       | 8931                       | 8822                       | 8529                       | LED                | |
| 8630F    | 8630                       | 8748                       | 8933                       | 8872                       | 8765                       | 8852                       | 8749                       | 8959                       | 8873                       | 8530                       | LED                | |
| 8631F    | 8631                       | 8766                       | 8961                       | 8874                       | 8767                       | 8875                       | 8768                       | 8962                       | 8876                       | 8531                       | LED                | |
| 8632F    | 8632                       | 8769                       | 8963                       | 8877                       | 8770                       | 8878                       | 8771                       | 8964                       | 8879                       | 8532                       | LED                | |
| 8633F    | 8633                       | 8772                       | 8965                       | 8880                       | 8773                       | 8881                       | 8774                       | 8966                       | 8882                       | 8533                       | LED                | |
| 8634F    | 8634                       | 8778                       | 8967                       | 8894                       | 8789                       | 8886                       | 8790                       | 8968                       | 8887                       | 8534                       | LED                | 「TOQ-BOX」 |
| 8635F    | 8635                       | 8783                       | 8969                       | 8888                       | 8784                       | 8889                       | 8785                       | 8970                       | 8890                       | 8535                       | LED                | |
| 8636F    | 8636                       | 8786                       | 8971                       | 8891                       | 8787                       | 8892                       | 8788                       | 8972                       | 8893                       | 8536                       | LED                | |
| 8637F    | 8637                       | 8797                       | 8973                       | 0801                       | 8798                       | 0808                       | 0711                       | 8980                       | 0803                       | 8537                       | LED                | 「Bunkamura号」2024年の秋頃からは 大井町線(大井町~溝の口間)、田園都市線(二子玉川~長津田間)、こどもの国線でイベント列車として運用予定 |
| 8642F    | 8642                       | 0710                       | 8979                       | 0818                       | 0718                       | 0802                       | 8799                       | 8974                       | 0809                       | 8542                       | LED                | 0818・0718・0802・8799(小)はVVVFインバーター制御車                                                                                   |

|          | 大井町線 | 大井町線 | 大井町線 | 大井町線 | 大井町線 |                 |      |
| 編成番号 | デハ8600 | デハ8700 | サハ8900 | デハ8800 | デハ8500 | 種別・行先 表示 | 備考 |
| -------- | -------- | -------- | -------- | -------- | -------- | --------------- | ---- |
| 8638F    | 8638     | 0700     | 8975     | 0804     | 8538     | FC-LED          |      |
| 8639F    | 8639     | 0701     | 8976     | 0805     | 8539     | FC-LED          |      |
| 8640F    | 8640     | 0702     | 8977     | 0806     | 8540     | FC-LED          |      |
| 8641F    | 8641     | 0703     | 8978     | 0807     | 8541     | FC-LED          |      |

備考
- 田園都市線所属の8601 - 8612編成、8642編成は東武非乗り入れ車。
- 8616編成の側面、大井町線編成の行先・種別表示はフルカラーLED表示。

- 太字 軽量車
- 太字（下線） 初期軽量車

所属は全車長津田検車区である。

### 編成表（詳細）
東急8500系電車/編成表を参照。

## 運用

### 田園都市線への投入
1975年に当時の田園都市線（大井町駅 - すずかけ台駅間）に4両×10本（8601F - 8610F）が投入された。この時の編成は3M1Tとなっていた（編成表）。
後に8500系の中間車が増備されると中間に組み込まれていた8000系は東横線などに戻り、1987年（昭和62年）までに混成編成は解消した。
翌1976年に増備された編成（8611F - 8616F）は、サハ8900形に代わりM2車であるデハ8800形が連結された全電動車の4両編成となった。これはサハ8900形に搭載する大容量静止形インバータ（SIV）の開発が間に合わず、補器を搭載したデハ8800形を組み込んだためである（編成表）。
その後、同年に実施された田園都市線の5両化に伴い同線で使用された編成は全て5両とされた。この時に増備された一部の中間車は8000系の編成に入っていた（編成表）。
なお、5連化された編成は、編成替えなども含めて1977年開業の新玉川線系統とは別の運用に就いていた。

### 東横線への投入

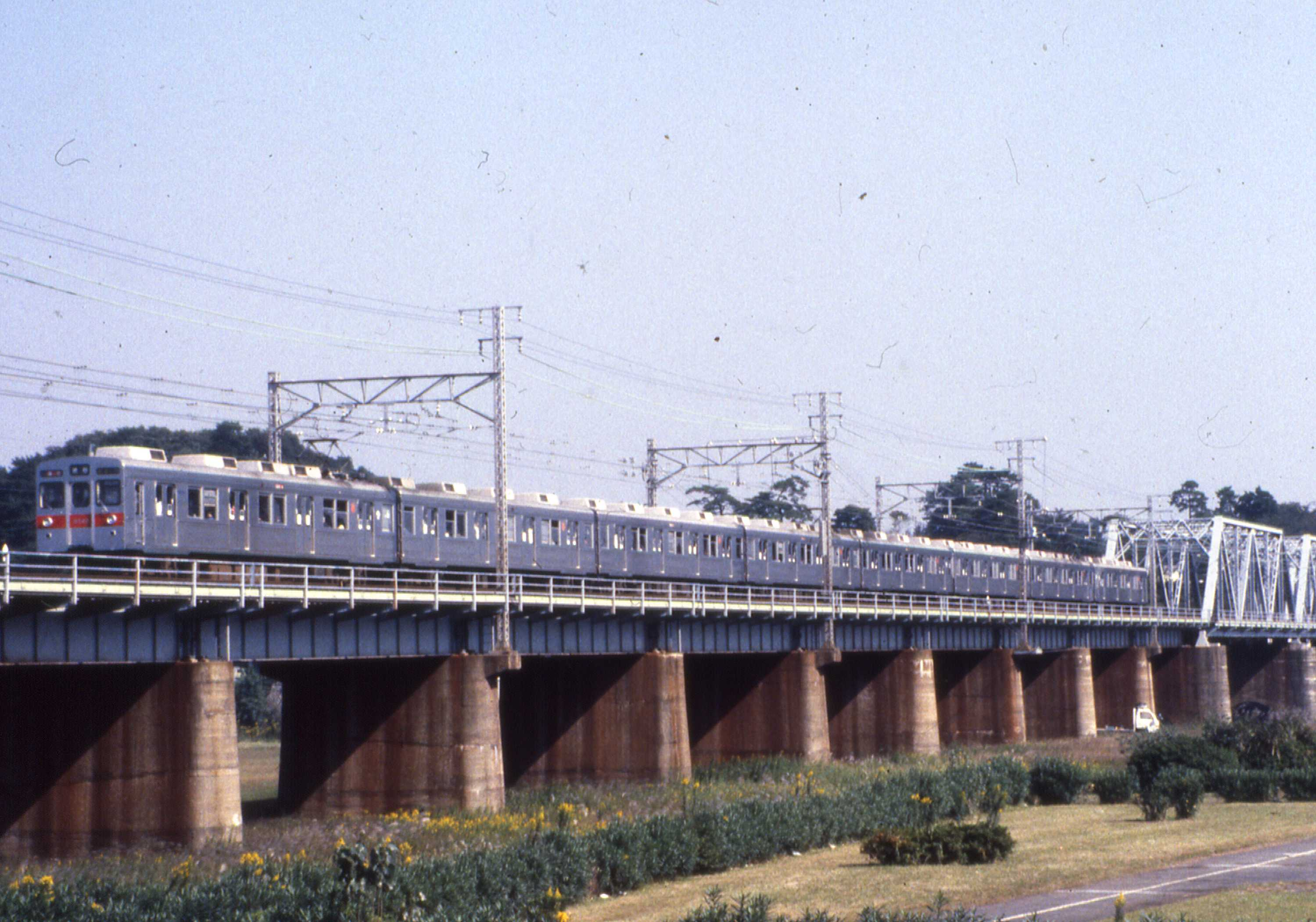
東横線で運用されていた8642F。側面方向幕が使用されている。
（1988年8月 新丸子駅 - 多摩川園駅間）

東横線には、先行して新玉川線開業用の車両（6両×2本）が導入された。その後、同線開業用車両はさらに増備され、1977年4月7日の同線開業まで暫定的に東横線で使用されることとなる。
この時に本系列のみでは必要車両数を確保出来なかったため、1976年から8000系に前述の車両規格に対応させる改造を施した。これらを本系列の中間に組み込むことにより必要車両数を確保した。
なお、これらの中には中間車の代用として8000系の先頭車に幌を装着したものが登場した。中間車代用の先頭車については1982年の中頃に解消されているが、8000系の中間車は1988年頃まで使用されていた。
新玉川線開業用以外のもので東横線が新製時配属になっている編成は、以下の編成になる。
- 8630F（6連）・8634F（7連）・8642F（8連）

東横線系統では、主に急行運用で使用された。ただし、6連で在籍していた車両は、1980年の急行7連化に伴い各停運用が中心となった。1982年の急行8両化以降に在籍していた車両は、8連口は主に急行で使用されたが、各駅停車が8連に増強された後は各駅停車でも運用された。また、1985年に7連で増備された8634Fは各駅停車のみ運用していた。
編成表は東横線に在籍していた編成の編成表を参照。

### 新玉川線への投入
1977年4月7日の新玉川線開通時に東横線より6連11本が転用された。ほとんど地下区間での運用となることから、大半の編成が冷房準備車であった（編成表）。

### 営団地下鉄への貸出
1978年（昭和53年）8月に営団地下鉄半蔵門線が開業したが、同線では開通時に車両が用意されず、本系列が営団地下鉄に貸し出された。貸出は1978年（昭和53年）6月1日（半蔵門線開通2か月前）から1981年（昭和56年）3月31日（営団8000系営業運転開始の前日）まで実施された。車両使用料金は1978年（昭和53年）6月1日 - 1979年（昭和54年）3月31日までの おおよその金額で3億1,656万3,000円となっている。
半蔵門線開業時に東急電鉄で使用していた鷺沼検車区を譲り受ける予定であったが、東急鷺沼検車区の移転先である長津田検車区の建設工事が遺跡発掘調査の影響で遅れたため、鷺沼検車区は当面の間東急の車両基地として運営された。このため、営団地下鉄は車両を検査・管理する車両基地がないことから、開業から約3年間は東急の車両を借り受けて営業したものである。このほか、初期開業時（渋谷 - 青山一丁目間）は距離が短いため、営団地下鉄が車両を新製投入しても運用車両より予備車両の方が多くなり、経済面から見て不適合なことも理由とされた。
このため、1978年（昭和53年）6月の半蔵門線渋谷 - 青山一丁目間開業時は東急電鉄から本系列6両編成3本（18両・8626F・8628F・8629F）が営団地下鉄に貸し出された。続いて1979年（昭和54年）8月の青山一丁目 - 永田町間延伸時はさらに8630Fが貸し出され、6両編成2本（8626F・8630F）と8両編成2本（8628F・8629F）が営団貸出車となる。外見上の区別はつかないが、車内のドア上にある路線図が営団のメトロネットワークだったことと、車内広告に営団地下鉄の広告が採用されていた点で区別ができた。運用も定められておらず、検査も東急電鉄で施工していた。
ただし、1981年（昭和56年）4月1日から営団地下鉄の自社車両・8000系が営業運転を開始したため、前日限りで本系列6両編成2本（8626F・8630F）と8両編成2本（8628F・8629F）は東急電鉄に返却された。

### 田園都市線への集結と車両増備
1979年（昭和54年）8月12日、田園都市線大井町 - 二子玉川園 - つきみ野間は、大井町線大井町 - 二子玉川園間と新玉川線渋谷 - 二子玉川園間・田園都市線二子玉川園 - つきみ野間に系統分離される。このため、田園都市線・新玉川線用の車両は地下鉄半蔵門線乗り入れに対応した本系列に統一されることになり、東横線で運用していた本系列も全車両が田園都市線・新玉川線に集結した。この時から8両編成化が始まり、8両編成15本・6両編成15本が出揃った。
1981年（昭和56年）4月1日、営団地下鉄（当時）半蔵門線8000系電車が営業運転を開始、営団に貸し出されていた本系列8両編成2本（8628F・8629F）と6両編成2本（8626F・8630F）が東急に返却された。編成に余剰が出たことから、6両編成3本（8617F - 8619F）が再度東横線に転用された。
田園都市線・新玉川線では旅客の増加に伴い、1983年（昭和58年）1月22日から本系列の10両編成化と急行列車の運転が開始された。この時点で田園都市線・新玉川線には10両編成11本・8両編成17本が配置されたほか、東横線に8両編成1本（8601F）と6両編成1本（8623F）が配置されていた。

### 5000系導入による廃車と大井町線への転属
2003年3月19日には半蔵門線水天宮前駅 - 押上駅間延伸および同線と東武伊勢崎線・日光線の相互直通運転が開始された。田園都市線と半蔵門線は従来から相互直通運転を行っているため、田園都市線所属の8500系は田園都市線から半蔵門線・東武伊勢崎線を介して東武日光線の南栗橋駅まで乗り入れるようになった。また、2006年3月18日からは伊勢崎線の久喜駅まで乗り入れるようになった。
この東武線直通に際しては、当初8500系全車に東武線用保安装置の追設で賄う予定だった。しかし、その後バリアフリー対応を推進していく方針となったため、2002年5月2日から2003年2月21日にかけて新型車両の5000系が投入されることとなった。これにより8601F・8602Fが運用を離脱、5両＋5両の8638F＋8639F・8640F＋8641Fが5両編成ずつに分割の上で大井町線に転属した。
大井町線に転属した8638F - 8641Fは同線の8000系8045F - 8051Fを置き換えた。8638F・8639Fは前面表示器をLED式に、8640・8641Fは前面表示器を字幕式に統一した。パンタグラフは当初、菱形（PT43形）のままだったが、後にシングルアーム化された。
田園都市線に引き続き残った車両は、改修費を抑えるため、8603F - 8614FおよびVVVFインバータ制御装置を搭載した8642Fを除いた8615F - 8637Fに東武線直通対応の改修を行い、相互直通運転開始に備えた。その後、5000系6ドア車導入による車両不足を補うため、2004年度には8613Fと8614Fも東武線直通対応とされた。改修対象から外され、東武線直通非対応となった編成は識別のため非常扉に丸囲みの「K」のシールが貼付された。

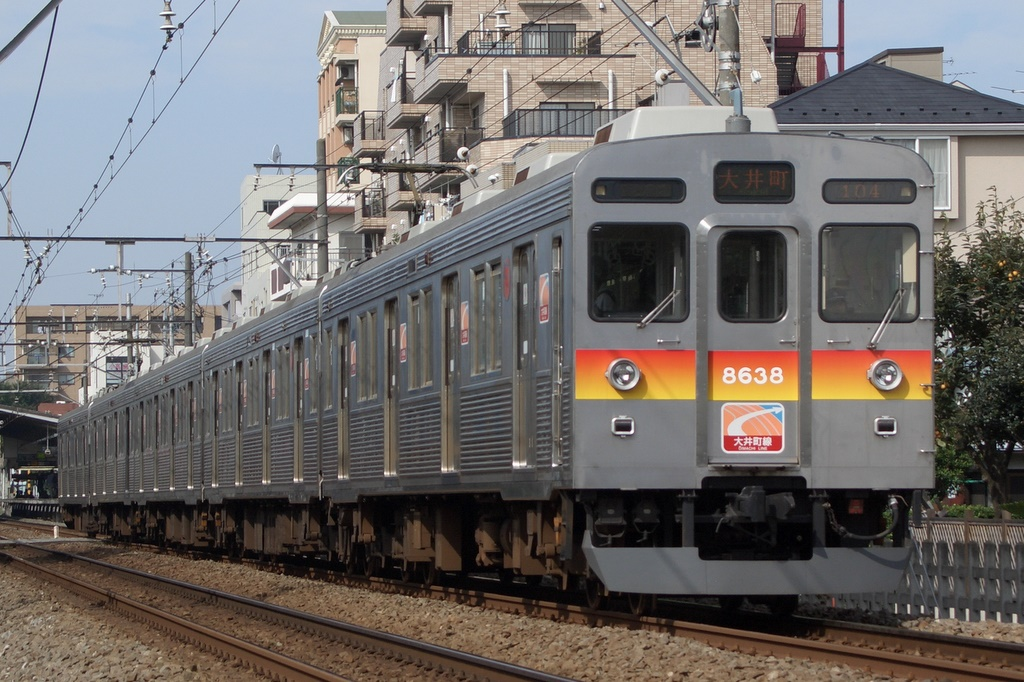
5両編成に組成された大井町線用の8500系 （2006年10月 九品仏駅 - 尾山台駅間）
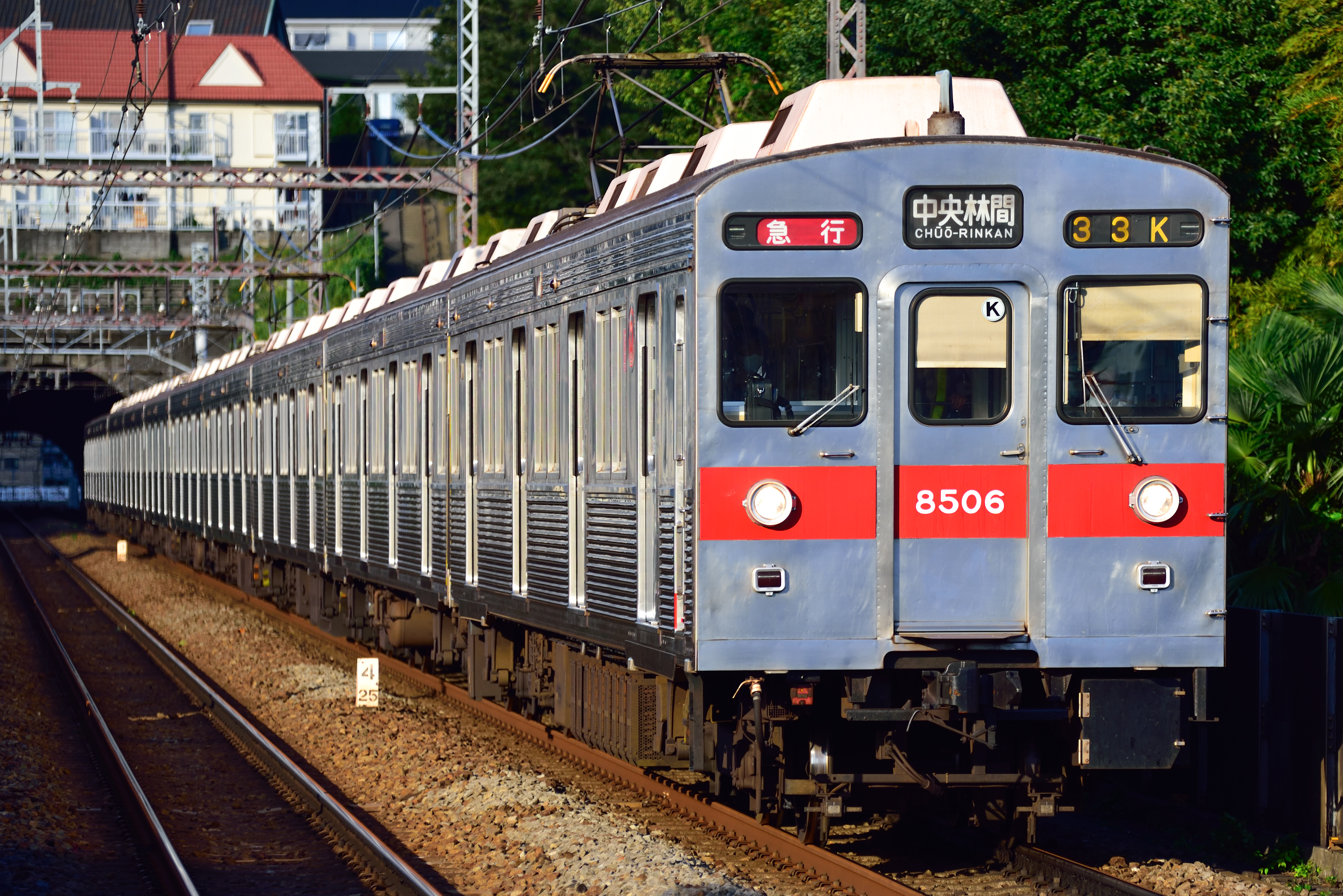
東武乗り入れ不可編成には、前面に「Ｋ」のステッカーが貼付された。 （2017年9月 田奈駅）

### 東武線非乗り入れ運用減少と田園都市線 - 大井町線直通急行

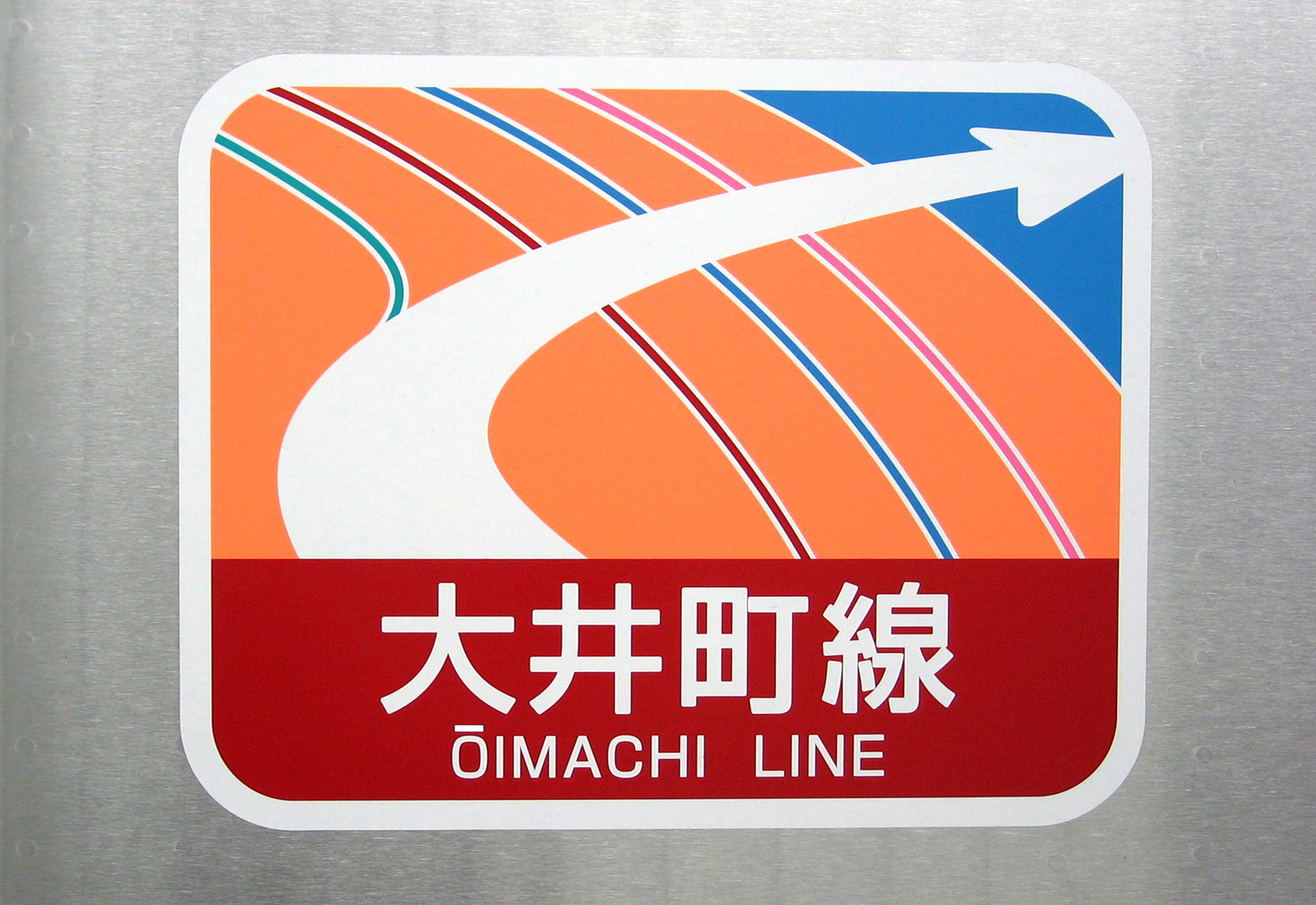
大井町線所属車両に貼り付けられた
誤乗防止用ステッカー

2006年3月18日のダイヤ改正からは伊勢崎線久喜駅までも乗り入れが行われるようになった。また、このダイヤ改正から東武線非対応編成は平日の朝ラッシュ時のみの運用となり、日中運用は僅かとなった。しかし、精算運転の絡みで土曜・休日の押上行または清澄白河行として東武線対応編成に代わって運用に入ることもある。その機会は昼間より夜間の方が多く、運転本数は1往復程度だったが、2008年3月28日のダイヤ改正から土曜・休日の東武非乗り入れ編成の運用が復活（36K - 38K）し、36K・37Kは朝のみで38Kのみ終日運用が組まれていた。
なお、2009年6月6日のダイヤ改正以降、土休日ダイヤでの東武線非直通運用は朝のA34Kと、夜のP35Kのみとなっており、終日運用の東武線非直通は平日の44Kのみとなった。
大井町線所属5両編成は、2006年3月18日から土曜・休日の大井町線 - 田園都市線直通急行に使用されるようになった。この直通急行設定に際し、誤乗防止策として、正面の帯色を赤色から赤色→黄色のグラデーションに変更し、同時に貫通扉の帯の下部に大井町線を表す認識ステッカーが貼付された。なお、大井町線内での急行運転は2008年3月28日のダイヤ改正より開始され、大井町線直通急行も全て大井町線の急行用車両・新6000系で運行されるようになった。なお、大井町線所属8500系は8638Fを最後に運用から撤退した。

## 置き換えと廃車

### 5000系による置き換え
5000系の導入や8590系の転属により、本系列は2003年（平成15年）から置き換えが開始された。廃車時期は以下の通り。
- 2003年度：8601F・8602F
- 2005年度：8603F
- 2006年度：8604F・8605F・8608F・8611F
- 2007年度：8607F・8610F・8613F[52][注 16]
- 2008年度：8609F・8612F・8618F・8624F

5000系は2007年度以降の約3年間で田園都市線に250両を導入する予定であったが、18編成で導入は打ち切られ、本系列は38編成中24編成が引き続き残存することになった。

### 組み替え
離脱した編成の経年の浅い車両を他編成に組み込む組成変更が行われた。
- ☆8601Fのデハ0704号：8617Fのデハ8723号を捻出
- 8601Fのデハ8895 - 8791号：8620Fのデハ8726・8848号を捻出
- 8602Fのデハ8896 - 8792号：8620Fのデハ8857 - 8755号を捻出
- ☆8603Fのデハ8897 - 8793号：8628Fのデハ8840 - 8740号を捻出
- 8605Fのデハ8899 - 8795号：8615Fのデハ8836 - 8747号を捻出
- 8604Fのデハ8898 - 8794号：8627Fのデハ8839 - 8734号を捻出

なお、☆の3両は更新車同様、座席中央部にスタンションポール（縦握り棒）が取り付けられた。

### 2020系による置き換えと全廃

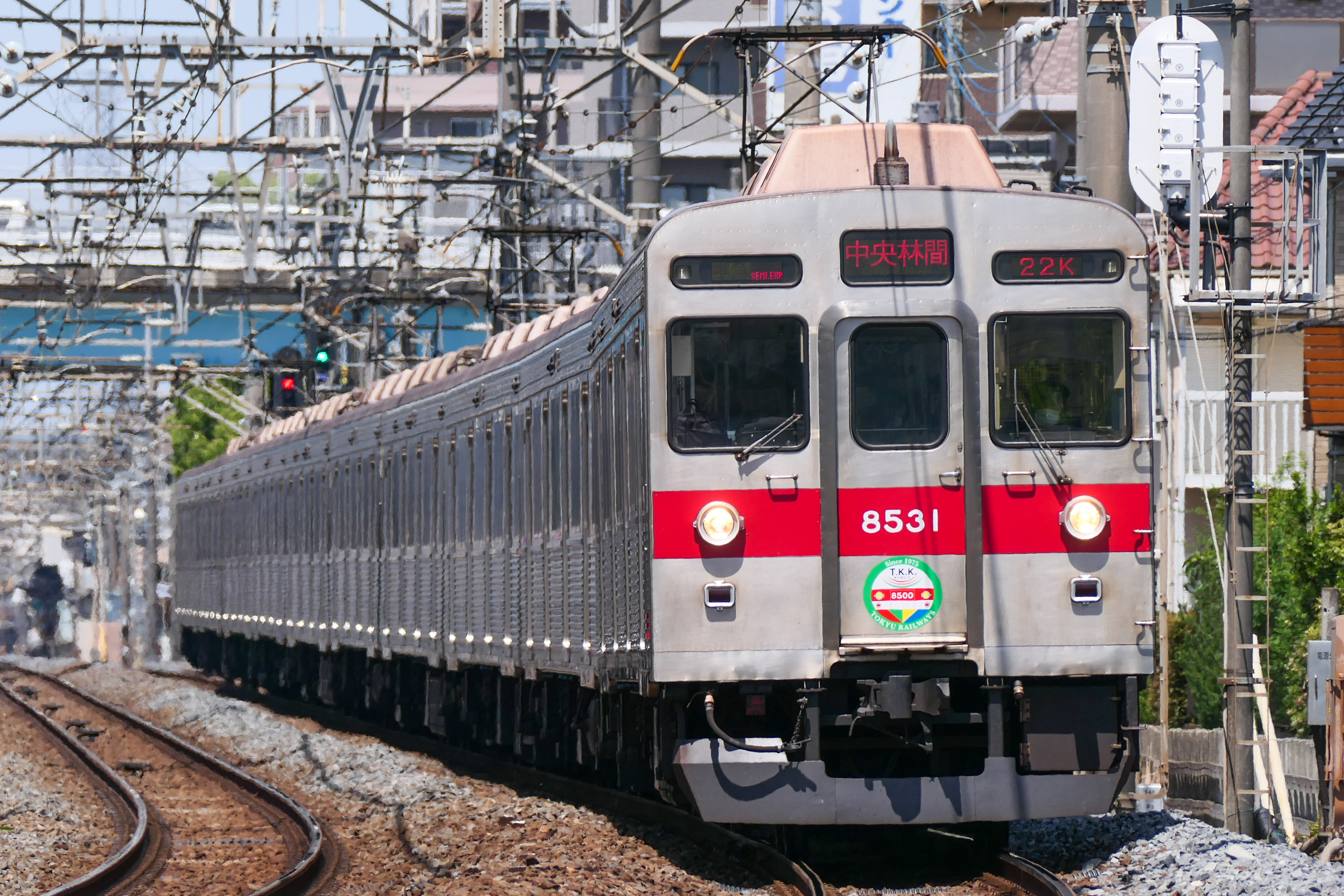
引退ヘッドマークを付けた8631F
（2022年5月10日 春日部駅 - 一ノ割駅間）

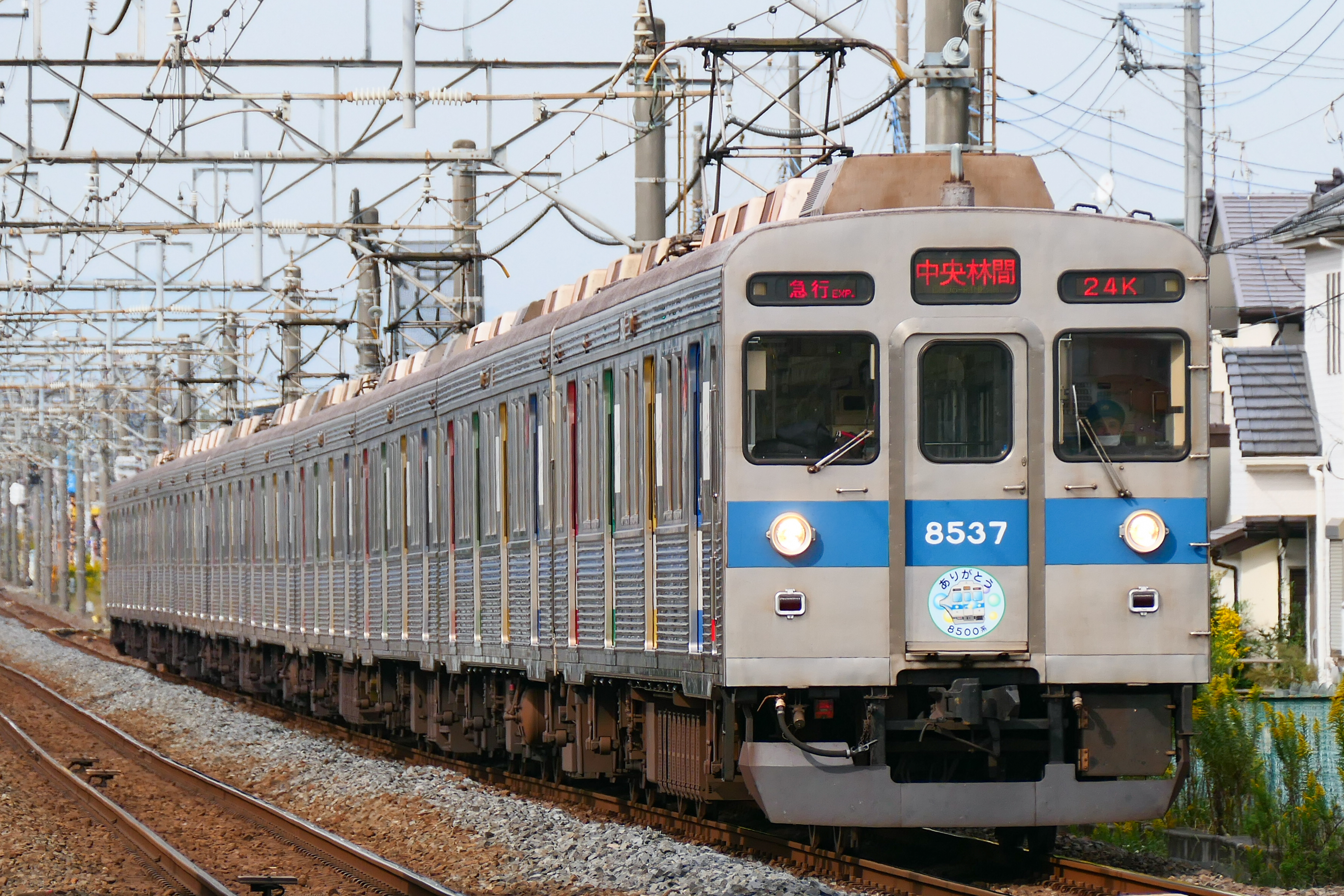
引退ヘッドマークを付けた8637F
（2022年10月27日 一ノ割駅 - 武里駅間）

2018年（平成30年）3月運行開始の新型車両2020系の増備に伴い、本系列の残存していた24編成も2022年度までに置き換えられることとなり、2019年（平成31年・令和元年）より再度廃車が開始された。運用を離脱した編成と時期は以下の通り。
- 2019年度：8620F・8621F・8623F・8625F・8632F・8633F・8642F
- 2020年度：8606F[注 17]・8614F・8615F・8626F・8627F
- 2021年度：8616F・8617F・8619F・8622F・8628F・8629F・8634F - 8636F
- 2022年度：8630F・8631F・8637F[57][1]

大井町線で運用されていた編成も、田園都市線への2020系導入に伴う2000系（→9020系）の転属によって、以下の通り廃車された。
- 2018年度…8639F - 8641F
- 2019年度…8638F

なお、廃車された8622Fと8630Fは部品および車両単体での一般販売が行われた。
2022年4月5日、2023年1月までに本系列の定期運行を終了することが発表された。これに先立ち、2022年4月6日より「ありがとうハチゴー」プロジェクトが立ち上げられ、記念ヘッドマークの掲出や各種イベントなどが順次開催された。
2023年1月25日、最後まで残存していた8637Fが長津田車両工場へ回送され、本系列は全編成の運用を終了した。これに伴い、デハ8800形は廃形式となり、東急電鉄の営業用列車はVVVFインバータ制御車のみの運用となった。

### 動態保存
最後に運用離脱した8637Fは4連化（デハ8637 - デハ8797 - サハ8980 - デハ8537）の上で動態保存車となった。同社最後の直流モーター車で技術伝承に活用することを念頭に置いたものとしており、Bunkamuraラッピングを解除し、デハ8537の前面のみが赤帯に、山側側面とデハ8637の前面は青帯のままとする。2024年秋頃から大井町線・田園都市線・こどもの国線内で臨時列車として運行する予定。

## 譲渡車
2005年から廃車となった車両の譲渡が行われている。

### 長野電鉄

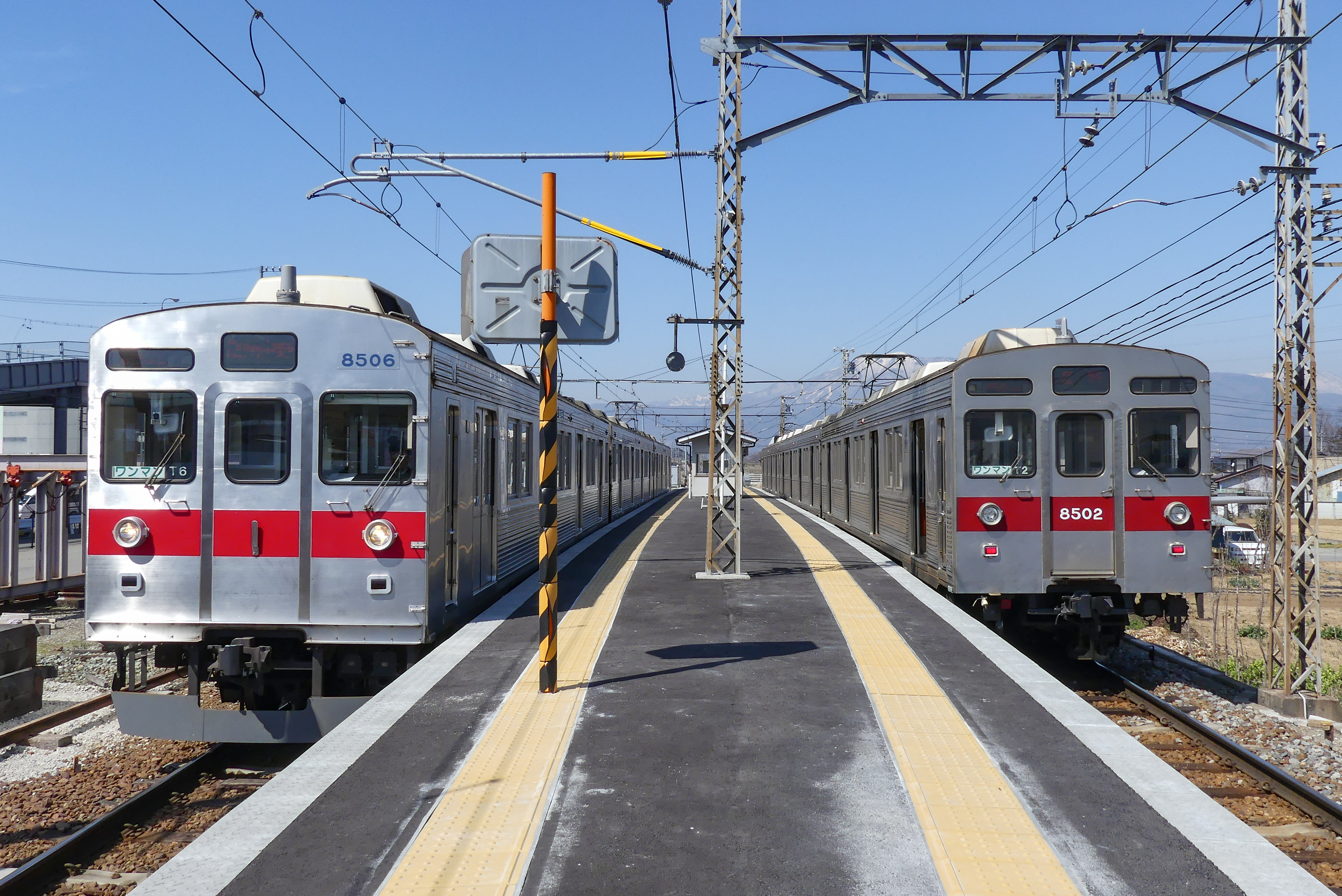
村山駅で離合する8500系、先頭車改造車とオリジナル車は前面形状に差異がある。
（2019年12月10日）

2005年度に6両（3両編成2本）+部品取り車2両の計8両、2006年度に6両（3両編成2本）、2008年度に6両（3両編成2本）がそれぞれ長野電鉄に譲渡され、同社の8500系として使用されている。譲渡先に合わせて起動加速度は低めに設定されている。抑速ブレーキを装備していないことから、急勾配区間の信州中野駅 - 湯田中駅間には入線しない。譲渡は2011年度まで行われる予定であったが、諸般の事情によって中断された。
- デハ8500形：8501 - 8503・8505・8524（8505・8524を8504・8505に改番）
- デハ8600形：8601 - 8603・8605・8624（8511 - 8515に改番）
- デハ8700形：8718（部品取り車）・8730（先頭車化しデハ8506に改番）
- デハ8800形：8824（同上）・8841（先頭車化しデハ8516に改番）
- サハ8900形：8903・8905・8908・8910・8920・8944（8551 - 8556に改番）

なお、信濃毎日新聞は2022年2月25日付紙面で、同社で運行する通勤電車を2028年度までに3000系などの省電力車両に置き換え、在籍車両のうち73 %を省電力車両とする方針であると報じており、報道の通りであると仮定すると、置き換えられる予定の3500系2連2本、省電力20%を補う新形式の3000系3連3本、特急電車の1000系4連2本、2100系3連2本を除くと、残りの置き換え必要数が18両となることから、8500系3連6本全車両が置き換え対象となっているのではという見方がある。

### 伊豆急行

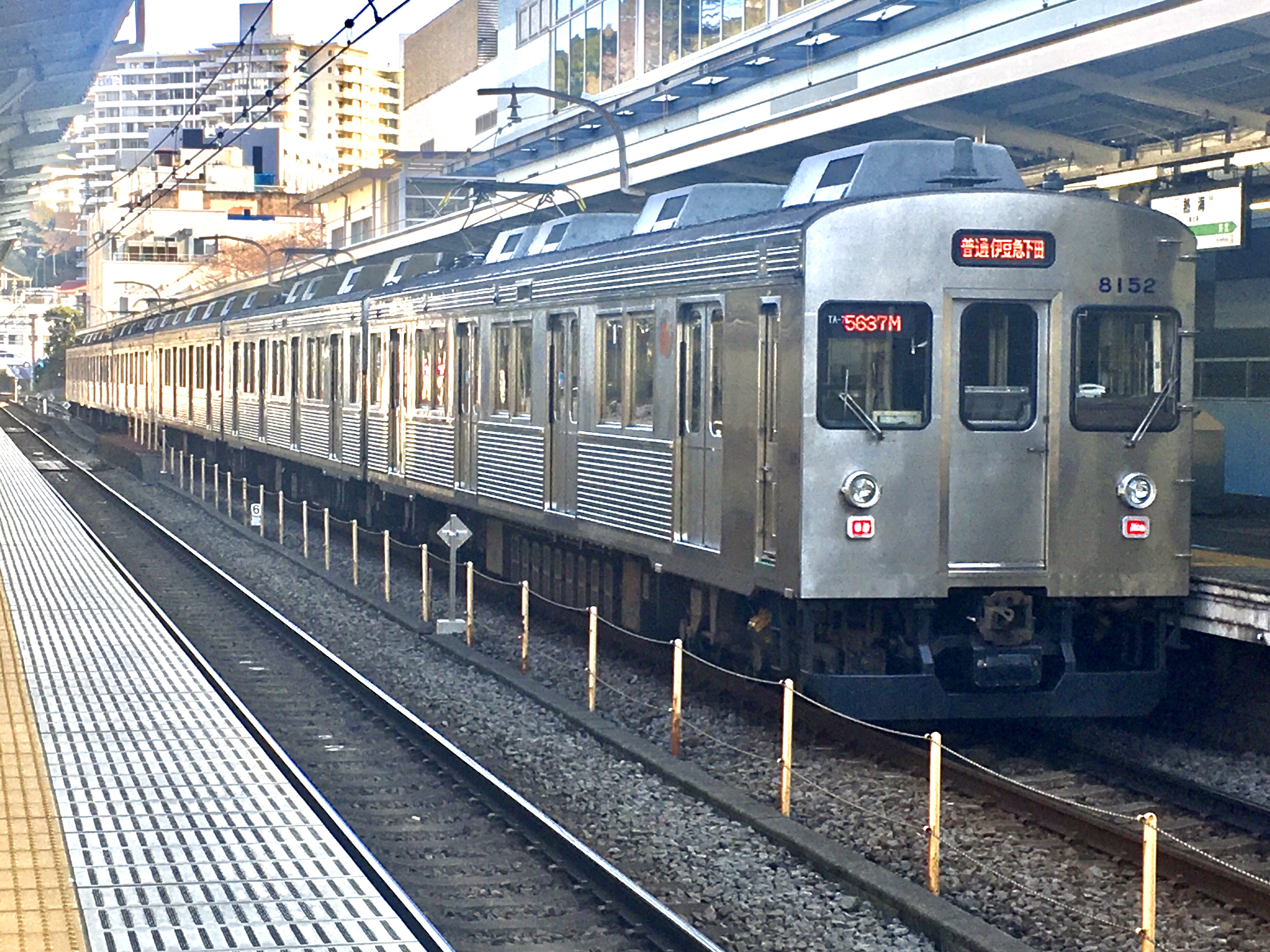
クモハ8152。前面は8000系と共通化されている。

2005年度に伊豆急行に1両が譲渡され、同社8000系として使用されている。同系全45両中唯一の元東急8500系であるが、これは8000系のクハ8049と組んで2両編成化の試作車として2004年11月に先行改造されていたものを2005年に追加改造を施工したものである。
- デハ8700形：8723（クモハ8152に改番）

### 秩父鉄道

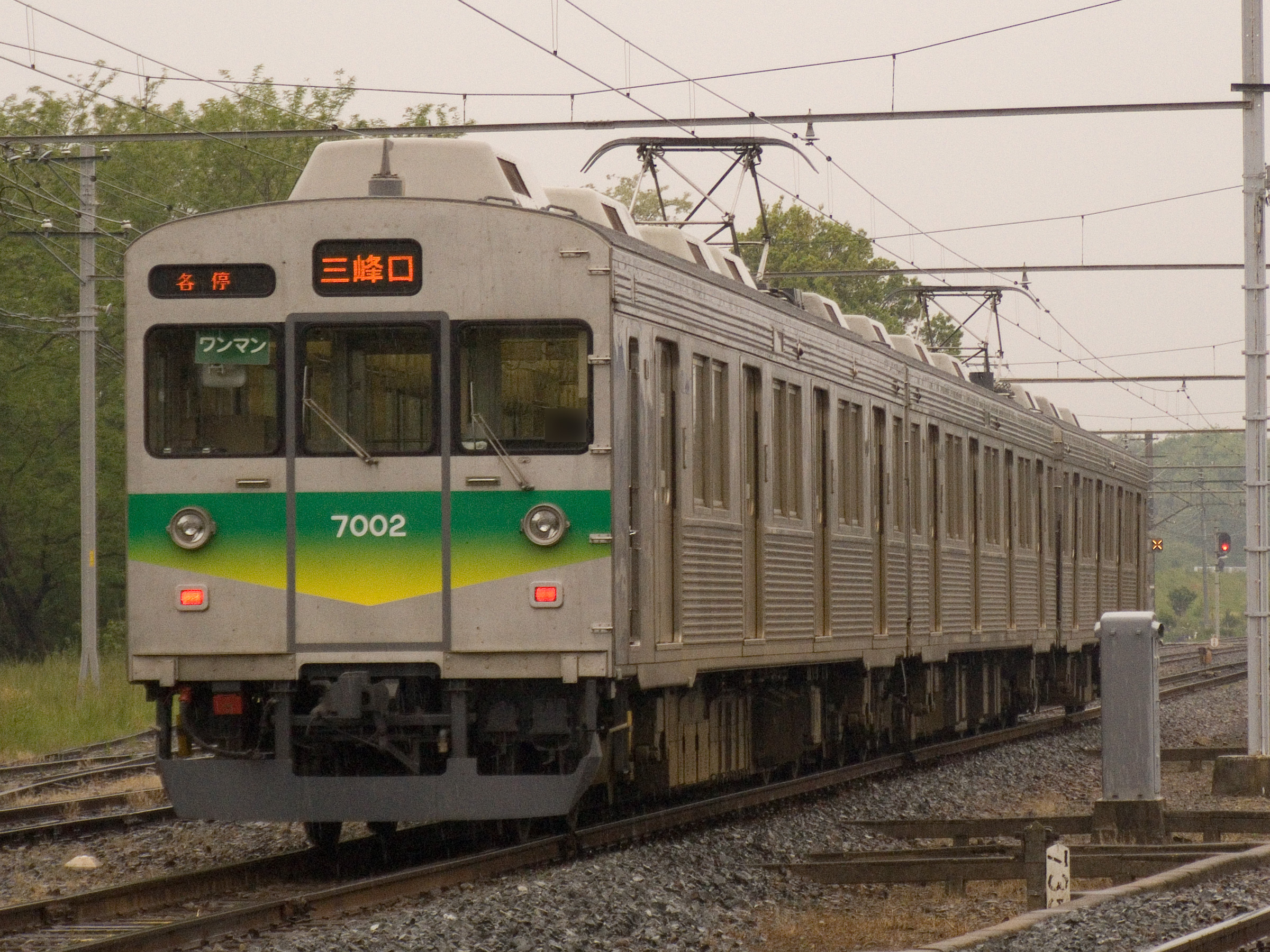
秩父鉄道に譲渡された8500系。中間車の先頭車化が行われた編成も存在する。
（2009年5月5日）

2008年度に秩父鉄道へ8両が譲渡され、このうち6両（3両編成2本）が同社の7000系として使用されている（残り2両は部品取り車）。
- デハ8500形：8509（デハ7001に改番）
- デハ8600形：8609（デハ7201に改番）
- デハ8700形：8709（先頭車両化しデハ7002に改番）・8745（部品取り車）
- デハ8800形：8809（先頭車両化しデハ7202に改番）・8830（部品取り車）
- サハ8900形：8926（サハ7102に改番）・8950（サハ7101に改番）

### インドネシアへの譲渡車
2006年度に8両編成3本（8604F・8608F・8611Fのうち8両×3本の24両）、2007年度に8両編成2本（8607F・8610Fのうち8両×2本の16両）、2008年度に8両編成2本（8612F・8618Fのうち8両×2本の16両）、2009年度に8両編成1本（8613Fのうち8両）がインドネシアの鉄道会社であるクレタ・アピ・インドネシア、KAIコミューターに譲渡された。後に全編成がKAIコミューター所属となっている。
205系への淘汰が進み、8000系との混結や12両化が行われているが、事故や故障で一時的に8両や10両で運用することもある。その間にも幾度にもわたる外観の変更が行われており、2021年以降は前面の金網の撤去が撤去され、白地に赤帯の塗装へと置き換わっている。

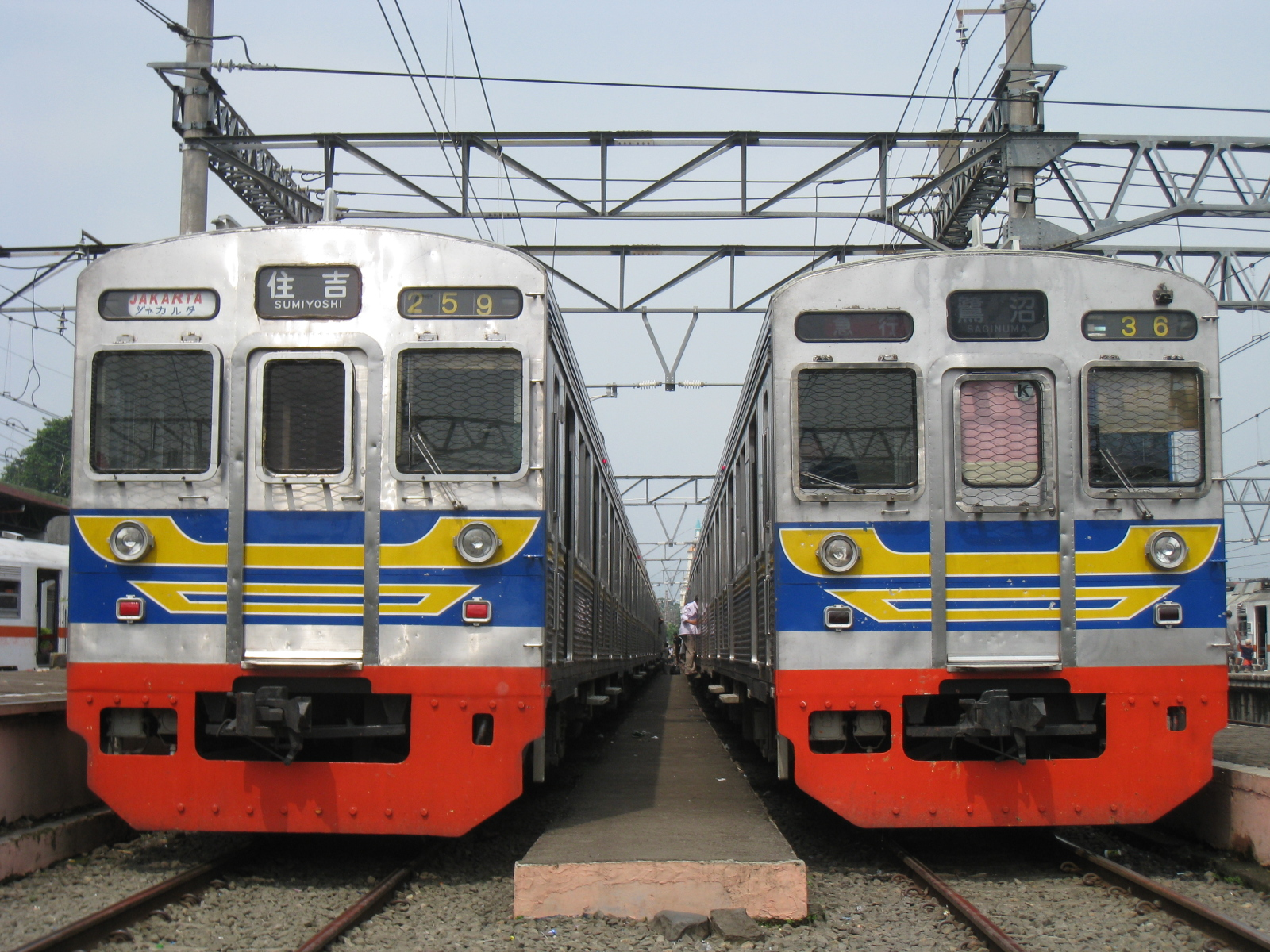
PT KAI所属車両
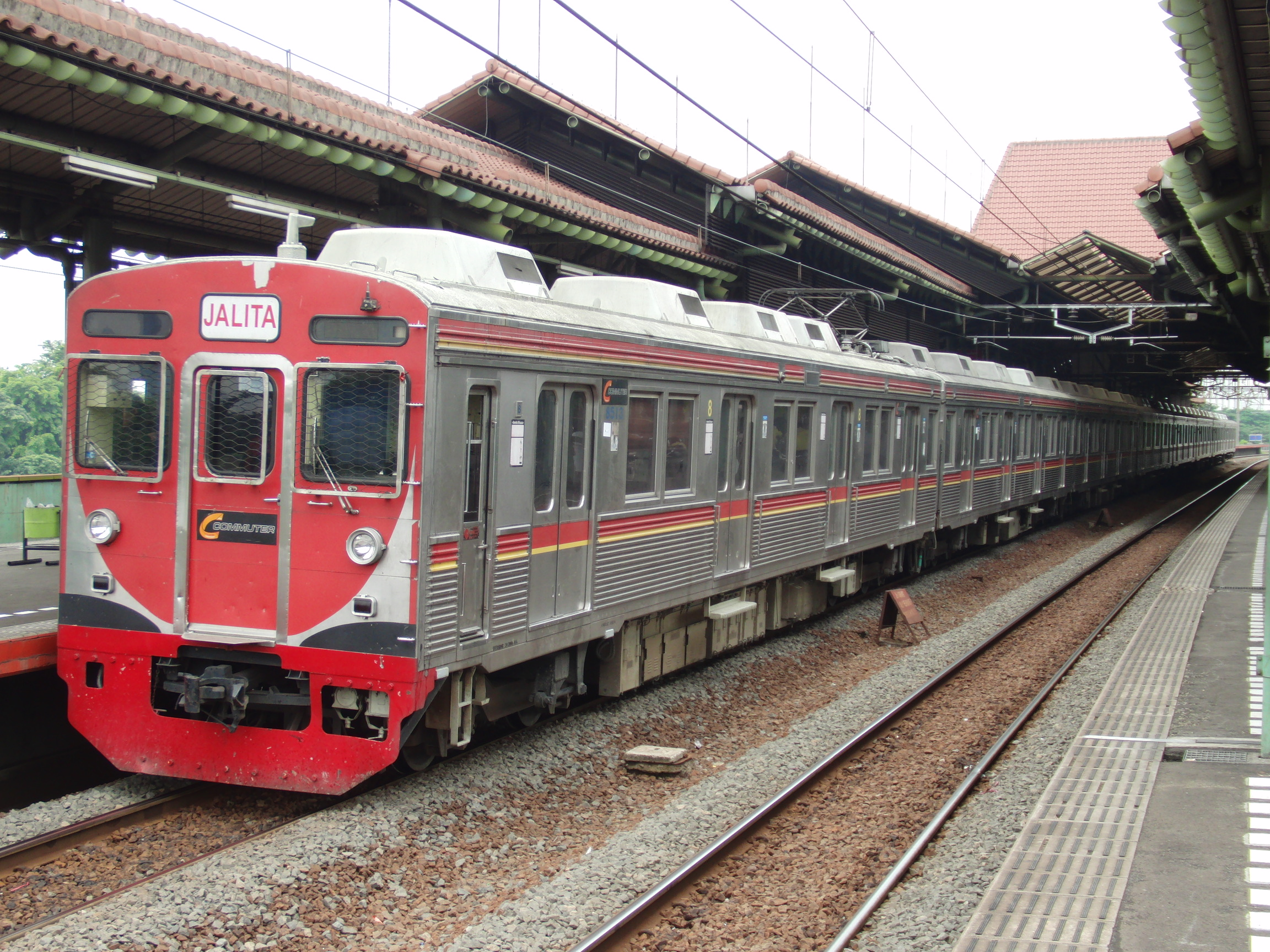
KCJ所属車両（JALITA編成）
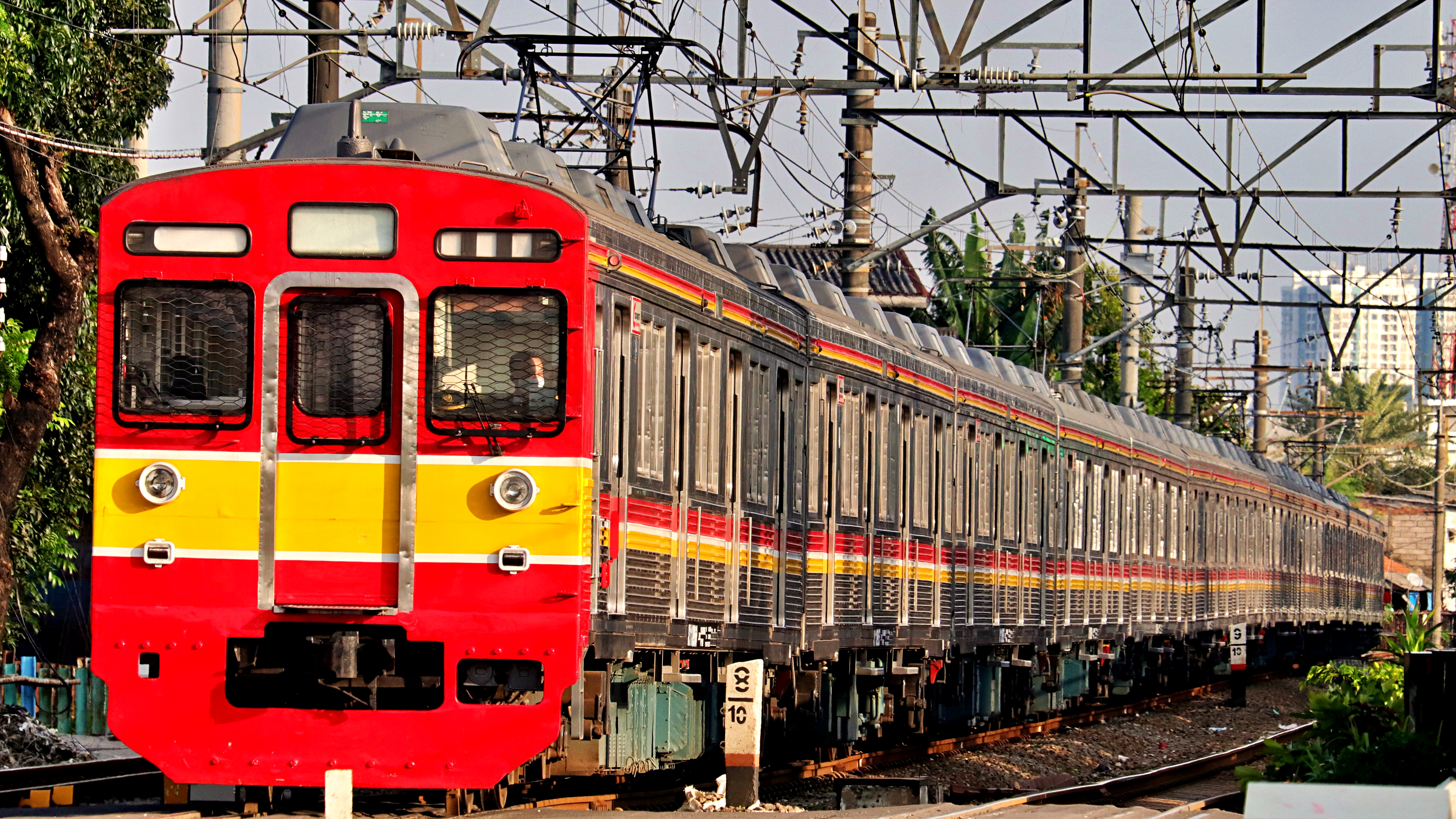
1世代前の塗装
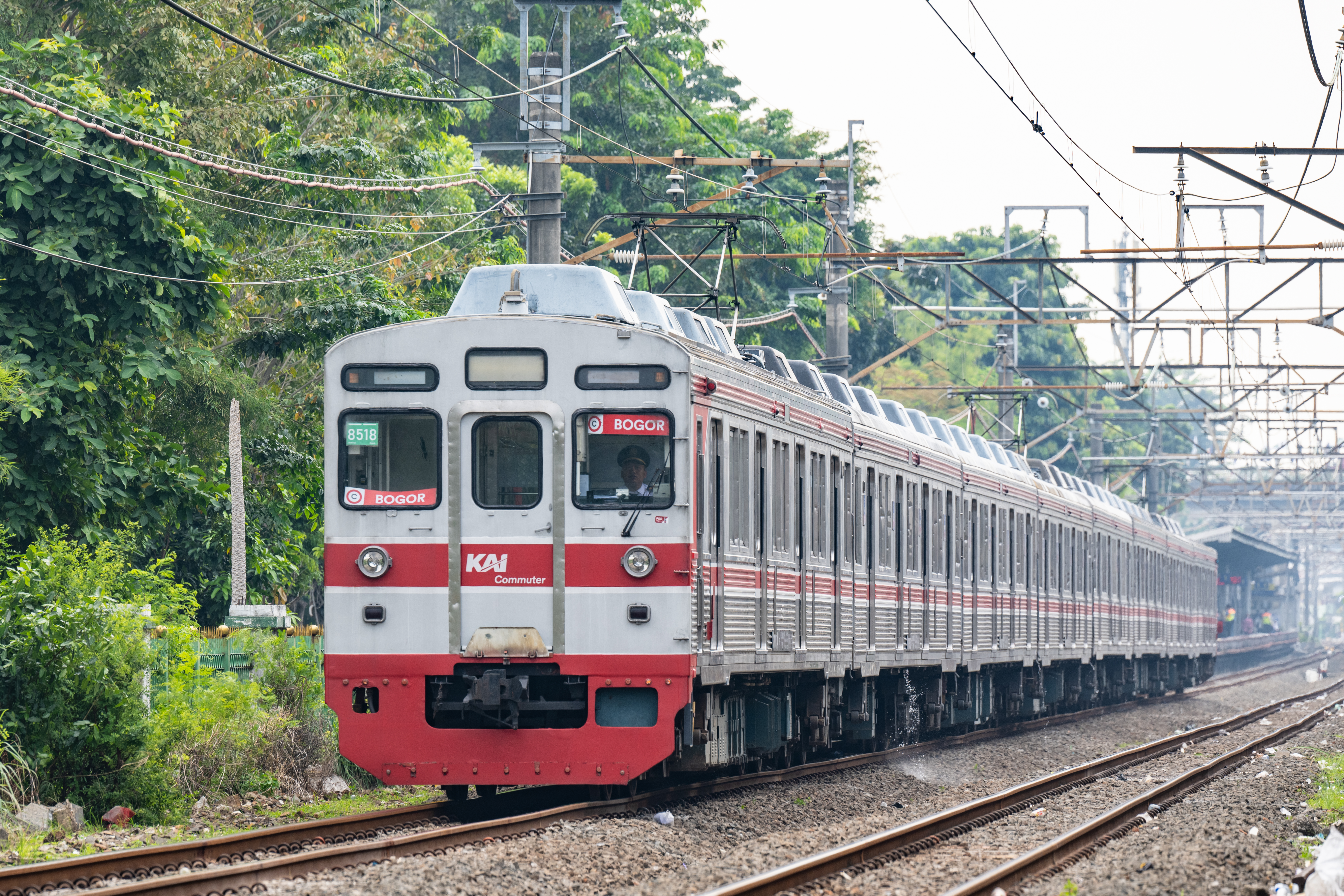
2021年以降の塗装
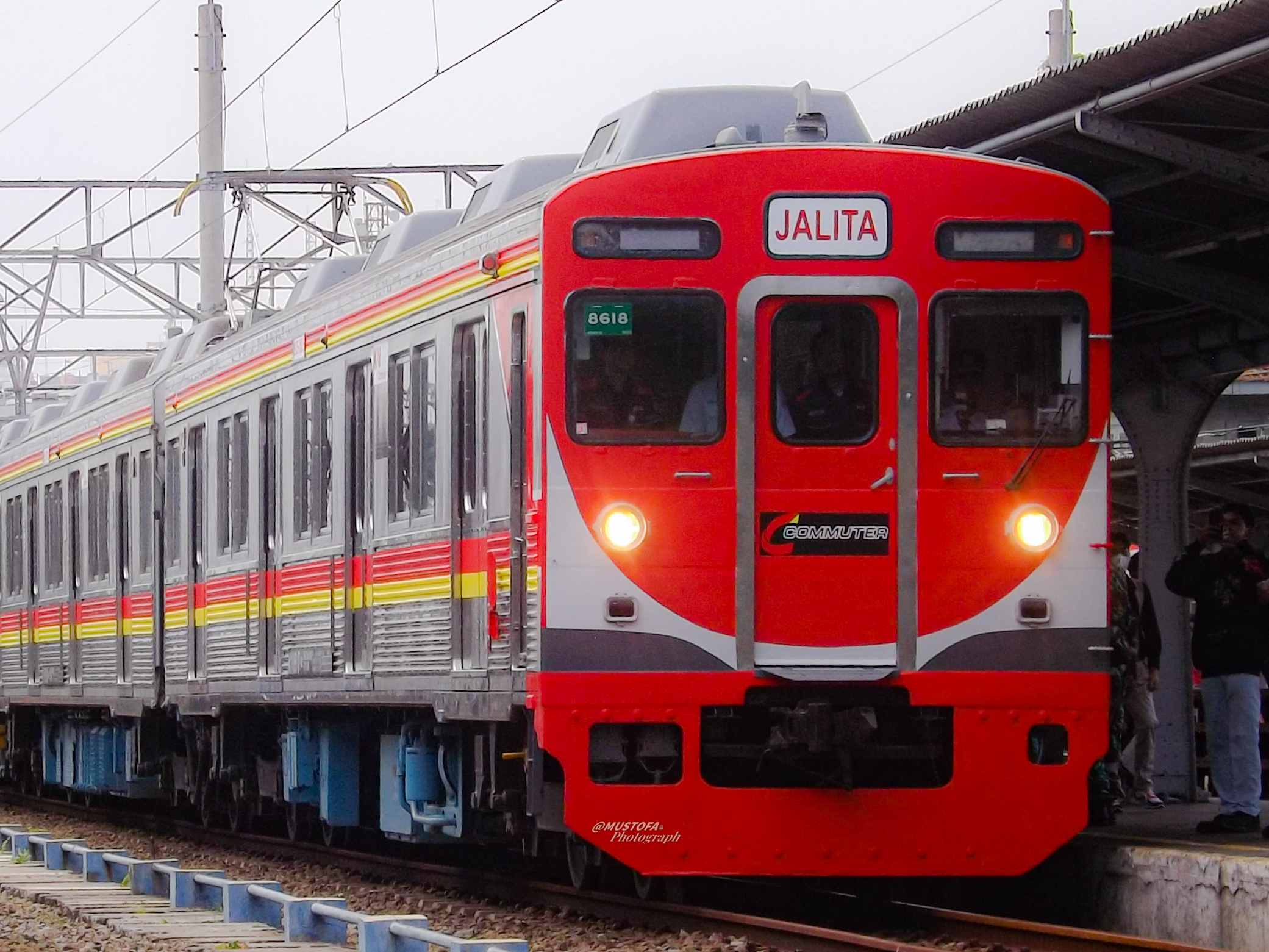
「JALITA」復刻塗装の8618編成。

## 非鉄道事業者への譲渡
2021年、東急は「車両を適切に保存して頂くことが可能と判断できる方」との条件を付けて1両当たり176万円で販売を開始した。

### 保存車
| 画像 | 番号              | 所在地                                                     | 備考 |
| ---- | ----------------- | ---------------------------------------------------------- | --- |
|      | デハ8506 デハ8606 | 神奈川県横浜市青葉区恩田町704 東急テクノシステム長津田工場 | 元8606Fの両先頭車。                                                                                                 |
|      | デハ8530          | 東京都調布市東つつじケ丘2-27-1 東京さつきホスピタル        | 元8630F。廃車後に一般販売された車両で、クラウドファンディングによる資金調達を実施し、2023年10月より一般公開を開始。 |
|      | デハ8616          | 東京都目黒区東山2丁目6-19 東急労働会館 ※前頭部のみ         | 元8616F。 |

## 映像収録
- テレビドラマ「私鉄沿線97分署」のオープニングに登場。
- ゲーム「Train Simulator+電車でGO! 東京急行編」の田園都市線の映像を収録するため8604F（2006年PT. Kereta Apiへ譲渡）が使用された[注 18]。
- 電車とバスの博物館の8090系シミュレータ改修時、田園都市線（上り・中央林間駅 - 二子玉川駅間）の映像を収録するため8639F（大井町線）が使用された。
- インドネシアのPT. Kereta Apiに譲渡された車両（8608F）がインドネシアのホラー映画の撮影に使用された。
- ビコム　ありがとう東急8500系名車両ハチゴー最後の記録　田園都市線渋谷から中央林間　各停007101レ8636fで収録された。